# Berlin Alexanderplatz (Roman)
Berlin Alexanderplatz ist ein Roman von Alfred Döblin. Das Buch erschien 1929 im S. Fischer Verlag mit dem Untertitel Die Geschichte vom Franz Biberkopf. Das erfolgreichste Buch Döblins zählt zu den Hauptwerken der deutschen Moderne und zeichnet sich durch einen innovativen Aufbau, eine expressive Sprache und poetische Erzähltechnik aus. Der Großstadtroman ist daneben ein wichtiges Zeitzeugnis des frühen 20. Jahrhunderts, besonders der Weimarer Republik. Als Äquivalente gelten die experimentellen Werke Ulysses und Manhattan Transfer.

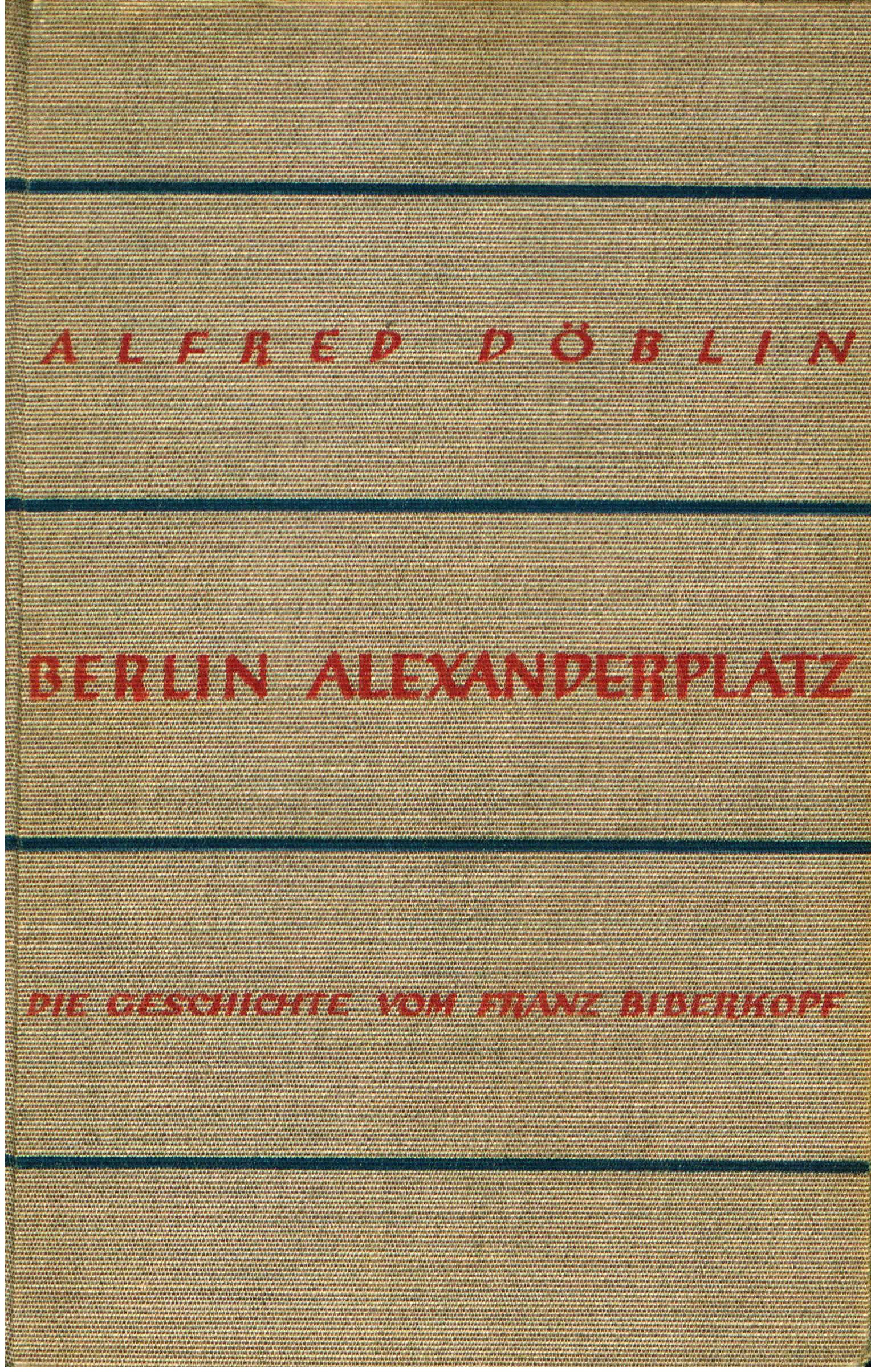
Verlagseinband einer Folgeauflage (1930/31/33)

Döblin erzählt die Geschichte des Lohnarbeiters Franz Biberkopf, der seine Freundin erschlagen hat und nach verbüßter vierjähriger Haftstrafe ein Leben in Anstand führen möchte. Im stilisierten Kampf gegen die Metropole Berlin droht der unbelehrbare Biberkopf unterzugehen. Nach seinem Scheitern, ein geregeltes Leben zu führen, lässt er sich auf die Bande um Reinhold ein, die Einbrüche verübt. Ein Anschlag im Fluchtauto hinterlässt ihn verkrüppelt, doch er schließt sich erneut der Bande an und beginnt eine Beziehung zur Prostituierten Mieze. Ihre Ermordung durch Reinhold fügt ihm den entscheidenden Schlag zu. Er gerät unter Tatverdacht, wird verhaftet und gelangt schließlich als Patient in eine Irrenanstalt. Dort wird er vom Tod geläutert und erkennt seine eigenen Verfehlungen an. Nach der Entlassung beginnt Franz ein neues Leben als Hilfsportier.
Der Roman entwickelte sich nicht zuletzt wegen der Biberkopf-Fabel – das Scheitern eines einfachen Arbeiters, dem übel mitgespielt wurde und dessen Leben nicht gelingen will – rasch zum Verkaufserfolg. Gleichzeitig machen die Poetisierung der Großstadt durch das Verfahren der Montage sowie Stilpluralismus, Romankomposition und unzählige Bezüge zu Literatur und Mythen Berlin Alexanderplatz zu einem der wichtigsten Romane deutschsprachiger Literatur. Er regte zahlreiche Autoren zu Parodien, Nachahmungen und Verarbeitungen an und wurde aufgrund der unabschließbaren Interpretationsvielfalt früh zum Gegenstand literaturwissenschaftlicher Untersuchungen.

## Entstehung
Döblin begann im Herbst 1927 an seinem Roman zu arbeiten und vollendete ihn zwei Jahre später. Der Untertitel Die Geschichte vom Franz Biberkopf geht auf einen Vorschlag des Verlegers Samuel Fischer zurück, der beim Leser einem verengenden Bezug auf den Bahnhofsnamen Berlin Alexanderplatz vorbeugen wollte. Der Roman sollte der einzige große finanzielle Erfolg des Avantgardisten Döblin werden. Zwischen August 1928 und Oktober 1929 erschienen Vorabdrucke in der Neue Rundschau, Frankfurter Zeitung, Vorwärts und Berliner Volkszeitung. Es handelte sich hierbei überwiegend um Vorfassungen.
Die Großstadt Berlin wurde früh Schauplatz mehrerer Prosastücke und Erzählungen Döblins. 1910 erschien in der Zeitschrift Der Sturm Das märkische Ninive, eine Skizze, die in ihrer Verbindung der „apokalytischen Motivik und Großstadt-Thematik“ Ähnlichkeiten zum späteren Roman aufweist. 1914 entstand Döblins erster Berlinroman Wadzeks Kampf mit der Dampfturbine. Besonders die Irrfahrt des Protagonisten, die Montage von Werbetexten während einer Droschkenfahrt und die literarische Technik, wonach durch die Wahrnehmung der „Sonde“ Wadzek dem Leser ein Bild von der Großstadt vermittelt wird, tauchen nochmals im Berlin Alexanderplatz auf. Unter Döblins journalistischen Texten ist die Reportage Östlich um den Alexanderplatz vom 29. September 1923, welche laut Gabriele Sander eine „atmosphärische und stillistische Nähe“ zum Roman besitzt, wie der Artikel Eine Unbekannte Strahlenart aus dem Jahre 1925 hervorzuheben. Dieser schließt mit einer Milieuskizze ab, die auf den Roman vorauszuweisen scheint. In seinem Journal Reise in Polen (1924) experimentierte Döblin erneut mit der Montage und inszenierte seine Fortbewegung ähnlich wie die der Figur Biberkopf durch Berlin. Die Vielfalt des jüdischen Lebens in Warschau stehe nach Hans-Peter Bayerdörfer Pate für die Darstellung Berlins.
Inwiefern James Joyce’ Ulysses auf die Konzeption des Romans wirkte, bleibt teilweise umstritten. Hermann Wiegmann sieht im Erzählstil sowie in der Kompositionstechnik Parallelen. So gehe dem Roman ein Prolog voraus, fünf Sprachebenen seien zu unterscheiden, und der innere Monolog sei für die Erzählweise gleichermaßen prägend. Dagegen betont Helmuth Kiesel die Eigenständigkeit von Berlin Alexanderplatz; auch wenn Döblin durch den Ulysses einige Anregungen gefunden haben möge, so verfügte er bereits selbst über ein „beträchtliche[s] Innovationsvermögen“. Bereits 1930 machte Walter Benjamin darauf aufmerksam, dass der innere Monolog in Döblins Roman eine ganz andere Funktion besitzt als bei Joyce und das zentrale Stilprinzip die Montage sei. Maren Jäger sieht lediglich eine katalysatorische Wirkung des Iren auf Döblins Arbeit an Berlin Alexanderplatz. Döblin rezensierte den Ulysses 1928 und lobte ihn als „Experimentwerk“. Als einige Kritiker jedoch einen überwältigenden Einfluss auf Döblin, überdies wenige gar eine Nachahmung erkennen wollten, wehrte er sich gegen die Diskreditierung. Ein Viertel des Romans wurde schon geschrieben, ehe Döblin überhaupt mit dem Ulysses in Kontakt kam. Letztlich darf von einer Gleichzeitigkeit der Ideen ausgegangen werden; so gehörte Döblin bereits in seinen frühen Jahren zur literarischen Avantgarde und spätestens ab 1913 zu den führenden Expressionisten. Darüber hinaus kam Döblin lange vor Joyce in Kontakt mit der literarischen Moderne und ihren zahlreichen Strömungen wie dem Futurismus und dem Dadaismus, trug zudem auch als Theoretiker dazu bei.
Ebenfalls wurde darüber spekuliert, ob der experimentelle Dokumentarfilm Berlin – Die Sinfonie der Großstadt einen Einfluss auf Döblin hatte, da die Uraufführung des Films im September 1927 stattfand. Die Wahl der Stoffe ging auf Alfred Döblins Erfahrungen als Arzt zurück. Rückblickend auf die Arbeit an seinem Roman schrieb Döblin 1932 dem Zürcher Lesezirkel: „Es wäre eine lange Geschichte zu erzählen, wie ich zum Stoff und zu dem Grundmotiv des Buches kam. Hier will ich nur sagen: mein ärztlicher Beruf hat mich viel mit Kriminellen zusammengebracht. Ich hatte auch vor Jahren eine Beobachtungsstation für Kriminelle. Von da kam manches Interessante und Sagenswerte.“

## Inhalt

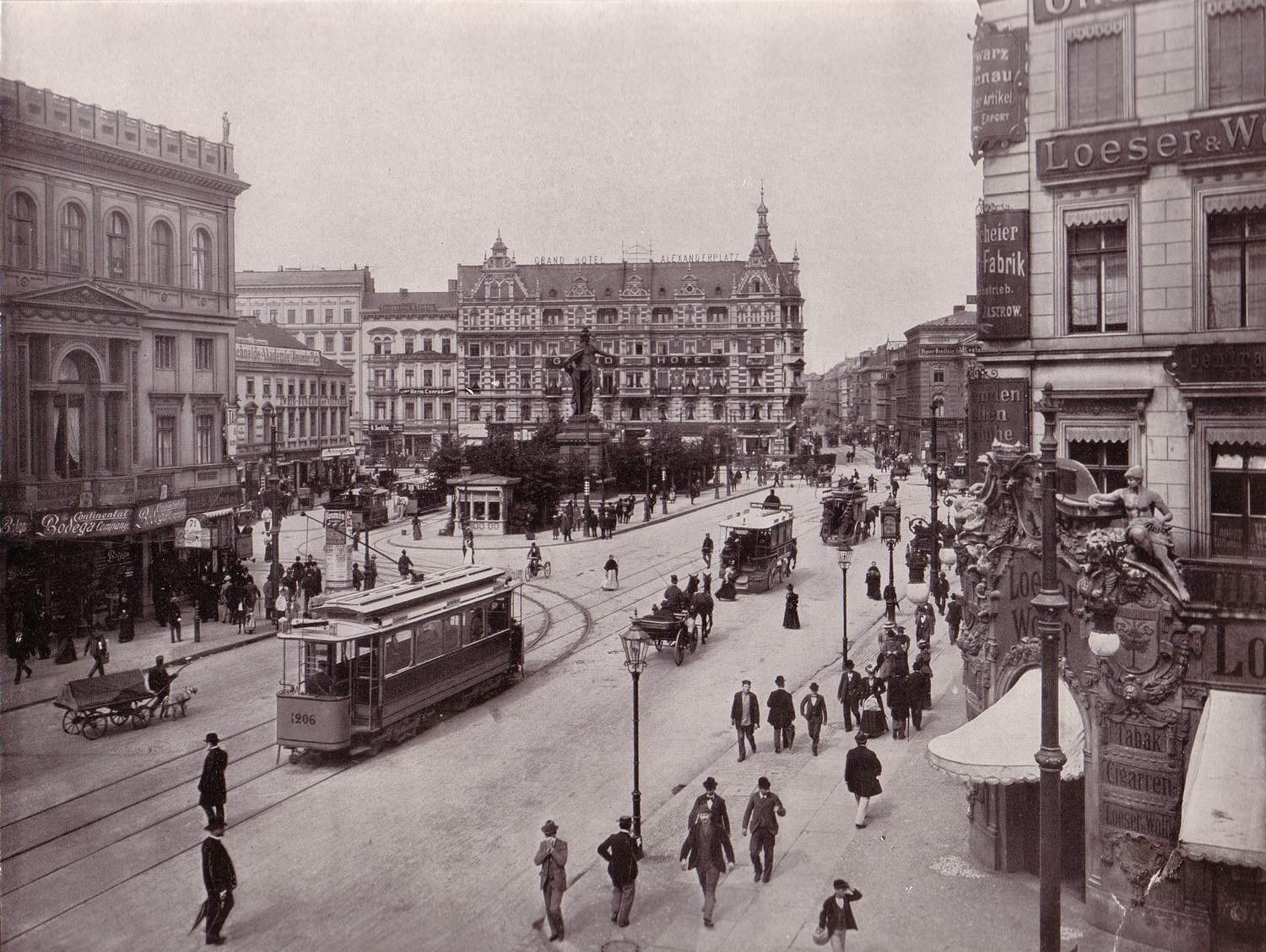
Der Alexanderplatz, 1903

Der Roman „berichtet von einem ehemaligen Zement- und Transportarbeiter Franz Biberkopf in Berlin. Er ist aus dem Gefängnis, wo er wegen älterer Vorfälle saß, entlassen und steht nun wieder in Berlin und will anständig sein.“

### Erstes Buch
Franz Biberkopf wird aus der Strafanstalt Tegel entlassen. Nachdem er aus Eifersucht seine Freundin Ida erschlagen hatte, musste er dort eine vierjährige Haftstrafe wegen Totschlags verbüßen. Vom großstädtischen Alltag überfordert, reagiert Biberkopf auf seine neue Umgebung mit einer verzerrten Wahrnehmung; so verschmelzen die leblos gewordenen Passanten mit den Gebäuden, am Rosenthaler Platz erschrickt er vor einem speisenden Paar und wechselt wegen der angenehmen Dunkelheit, die ihn an den Gefängnisaufenthalt erinnert, die Straßenseite. Dort fürchtet sich Biberkopf bald vor herunterrutschenden Dächern. In einem Hausflur sucht er nach Schutz; dem erschöpften wie sichtlich angeschlagenen Biberkopf eilt ein rotbärtiger Ostjude zu Hilfe und nimmt ihn in die Stube eines Rabbiners mit. Im Zimmer angekommen, streitet sich Nachum mit einem Alten über Biberkopfs Anwesenheit. Um Biberkopf zu beruhigen, erzählt Nachum die Geschichte des Stefan Zannowich, Sohn eines Betrügers und Falschspielers. In Padua soll jener Stefan sich das vornehme Verhalten von den Adeligen abgeschaut haben. Später gab er sich als Baron Warta aus und nannte sich selbst Skanderbeg, oder, nachdem der Tod des Herrschers bekannt geworden war, einen Nachfahren des albanischen Nationalhelden, Prinz Castriot von Albanien. Er sei nach Deutschland und Montenegro gereist und habe sich mit dem sächsischen Kurfürsten, dem Kronprinzen von Preußen und Kaiserin Therese angefreundet. Deren Zuneigung sei sogar so weit gegangen, dass die Kaiserin den Hochstapler vor möglicher Verfolgung bewahrt habe. Als Biberkopf sich endlich vom Boden erhebt und auf dem Sofa Platz nimmt, betritt ein weiterer Mann das Zimmer. Eliser, ein junger, braunhaariger Jude, erzählt die Geschichte zu Ende; demnach war Stefan Zannowich hochverschuldet und wurde in Brüssel angezeigt. Mit dreißig Jahren sei er schließlich im Gefängnis durch Selbstmord verstorben. Die Juden verabschieden Biberkopf, der erst einmal einen Cognac trinken möchte. Nach dem Besuch eines nicht jugendfreien Films im Kino verlangt es ihn nach einer Frau. Er wird für drei Mark mit einer dicken kleinen Prostituierten handelseinig: „Sie knöpfte sich von oben die Bluse auf. Es waren zwei Königskinder, die hatten einander so lieb. Wenn der Hund mit der Wurst übern Rinnstein springt. Sie griff ihn, drückte ihn an sich. Putt, putt, putt, mein Hühnchen, putt, putt putt, mein Hahn.“ Hinterher ist er enttäuscht. In den nächsten Tagen säuft und isst er reichlich. Biberkopf besucht Idas Schwester Minna und vergewaltigt sie; die zerrissene Schürze ersetzt er ihr. Er sucht erneut die beiden Juden auf. Er schwört sich und aller Welt, anständig zu bleiben. „Dann aber ging ihm das Geld aus…“

### Zweites Buch
Zu Beginn des Kapitels wird aus vielen kleinen Teilen ein Bild Berlins gezeichnet. Biberkopf treibt sich auf dem Rosenthaler Platz herum („Der Rosenthaler Platz unterhält sich“). In einer Versammlung werden ihm von einem aufgebrachten Redner Papiere angedreht, die ihn als ambulanten Gewerbetreibender für Textilwaren ausweisen. Er beginnt mit dem Verkauf von Schlipshaltern. Später entscheidet er sich für den Verkauf von Zeitungen (zuerst Zeitschriften für sexuelle Aufklärung), worin er auch durch seine neue Freundin, die Polin Lina Przyballa, unterstützt wird. In einer Kneipe trifft er auf einen betrunkenen Invaliden und beginnt dessen Einstellung zu teilen. Biberkopf, der eigentlich nichts gegen Juden hat und lediglich für Ordnung ist, beginnt völkische Zeitungen zu vertreiben. Als er eines Mittags in seine Stammkneipe eintreten will, wird er von einigen Linken beobachtet. Im Lokal ziehen sie seine Hakenkreuz-Armbinde hervor und machen sich über Franz lustig. Der ehemalige Häftling, offenbar von der gescheiterten Novemberrevolution in den Jahren 1918/1919 enttäuscht und jetzt anscheinend zum feindlichen Lager übergewechselt, erinnert die aufgebrachten Gäste vergeblich an den Stellungskrieg bei Arras. Am Abend sitzt Biberkopf wieder in seiner Kneipe und wird diesmal von einigen Linken angegriffen. Wegen der drohenden Schlägerei fordert der Wirt Henschke Biberkopf zum Verlassen seines Lokals auf. Biberkopf tobt und brüllt seine Gegner nieder. Er geht mit Lina weg, die auf eine richtige Verlobung hofft.
Zum Schluss wird Franz Biberkopf als Mann vorgestellt; seine Vorgeschichte wird nachgetragen: wie er im Streit seine Braut Ida so geschlagen hat, dass sie fünf Wochen später starb. Dieser Totschlag wird in Parallele zur Ermordung Agamemnons und Klytemnestras gesetzt – Franz wurde aber nicht von den Erinnyen gehetzt.

### Drittes Buch
Pünktlich zu Weihnachten verlagert Franz seinen Verkauf auf Schnürsenkel. Er hat Erfolg („Zwanzich Märker“): Er hat das Herz einer Witwe gewonnen, die ihm nach einer Schmuserei allerhand abkauft. Bei dieser lässt er dann einige seiner Waren zurück, um sie später abzuholen. In einer Kneipe prahlt Franz vor Lüders, Linas Onkel, mit dieser Geschichte; der besucht am nächsten Vormittag die Witwe und gibt vor, im Auftrag Biberkopfs die Ware abzuholen. Auch raubt er ihr Geld und wühlt noch in den Tischkästen. Die Frau verliert das Bewusstsein und Lüders verschwindet. Der ahnungslose Franz besucht an einem anderen Tag die Witwe, doch sie schlägt die Tür zu und schiebt den Riegel vor. Aus einem Brief erfährt Franz von Otto Lüders’ Betrug und kündigt am gleichen Tag sein Zimmer; er verschwindet spurlos. Nach vierundzwanzig Stunden wendet sich die besorgte Lina an Meck, der Lüders niederschlägt und ihn so zwingt, Biberkopf aufzusuchen. Der gibt Franz Geld, vermutlich das der Witwe geraubte Geld. Franz bespritzt ihn mit Wasser und gibt darauf auch die neue Wohnung auf. Danach bleibt er verschwunden. – Im Vorspruch des dritten Buchs ist das erzählte Geschehen als der erste Schlag angekündigt, den das Schicksal Franz verpasst.

### Viertes Buch
Franz verkriecht sich in seiner neuen Bude in der Linienstraße und verbringt seine Zeit mit Trinken und Schlafen, während das wieder breit geschilderte großstädtische Leben seinen Lauf nimmt. Er denkt über sein Leben nach, doch die Fragerei führt ihn nicht aus der Auswegslosigkeit heraus. Also sucht er einen Pastor auf, der ihm jedoch nicht weiterhelfen kann. Anschließend besucht Biberkopf die Juden in der Münzstraße, ohne sich an ihren Gesprächen zu beteiligen. Es folgt die Schlachthofszene, die mit der Beschreibung des Berliner Schlachthofes im Nordosten der Stadt beginnt und über die Darstellung verschiedener Schlachtungen (Schweine, ein Stier, ein Kälbchen) bis zur Auslegung der Fleischware im Metzgerladen geht. Zahlreiche Informationen, wie die Zahl des Viehs, die Größe und Lage des Hofes werden dem Leser unterbreitet. Die Allegorie wird durch ein Gespräch Hiobs unterbrochen, worin eine unbekannte „Stimme“ (Gott, Satan, Engel?) dem schwer gepeinigten Hiob offenbart, dass nur er sich selbst helfen könne; nachdem Hiob die ganze Nacht geschrien hat, wird er von seinen ersten Geschwüren geheilt. 

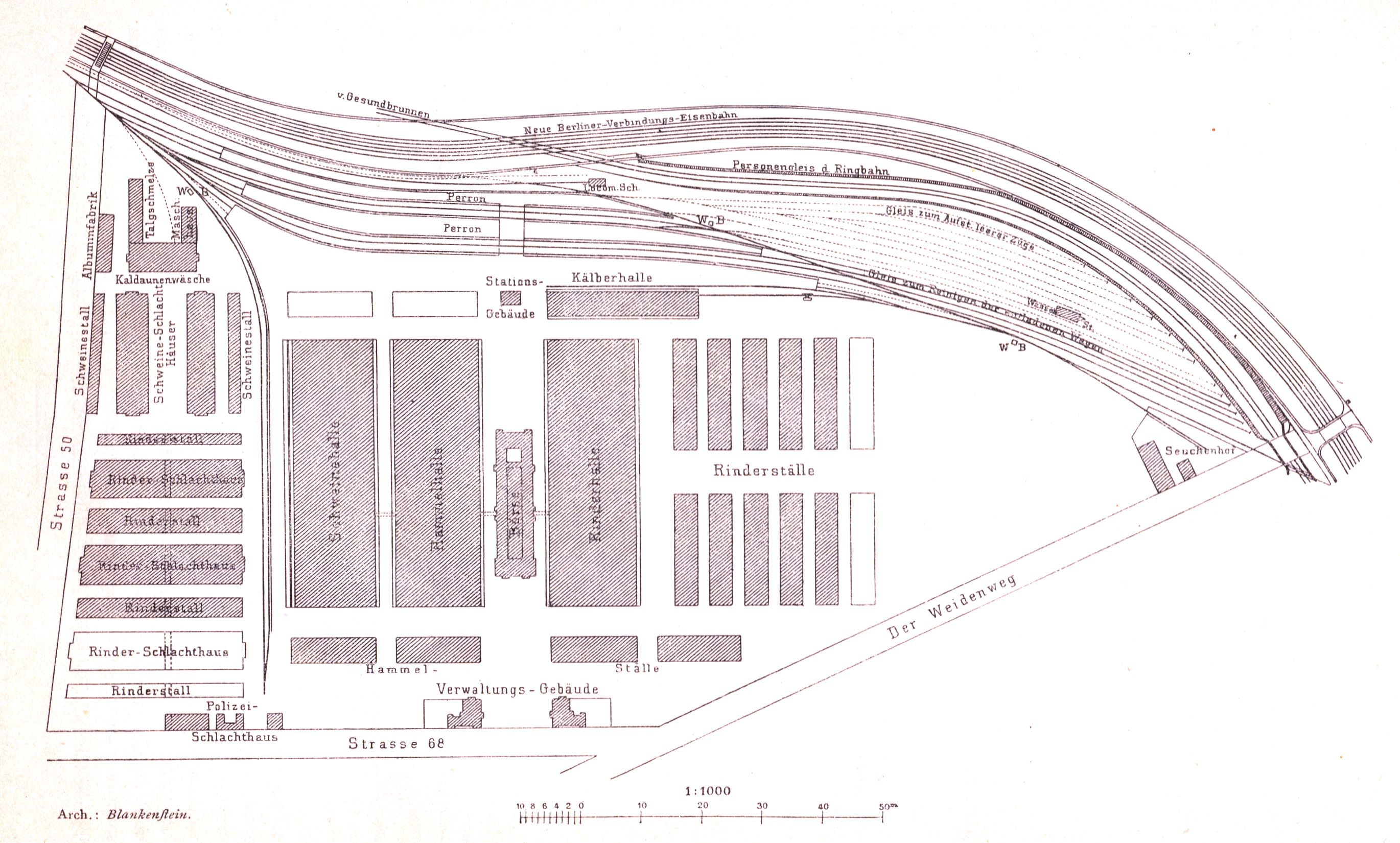
Im Berliner Zentralviehhof finden die zahlreichen Schlachtszenen statt

 Nachdem dann ein Kalb geschlachtet worden ist, endet die Schlachthofszene: „Der Körper auf der Bank wirft sich. Die Beine zucken, stoßen, kindlich dünne, knotige Beine. Aber die Augen sind ganz starr, blind. Es sind tote Augen. Das ist ein gestorbenes Tier.“ Eine Zwischenüberschrift („Und haben alle einerlei Odem, und der Mensch hat nichts mehr denn das Vieh“ – ein Satz der biblischen Weisheitsliteratur) deutet den Sinn der Schlachthofszene an. – In einer Nacht im Februar 1928 wird der als Hausverwalter angestellte Zimmerer Gerner Zeuge eines Einbruchs; er beschließt mit seiner Frau, sich als Dieb selbständig zu machen, aber zweimal kommen die Ganoven hinzu, als er im Lager klauen will. Die Diebesware wird in seiner Wohnung gelagert; er betrinkt sich vor Glück mit seiner Frau und wird am nächsten Tag von der Polizei überrascht und abgeführt. Franz sieht die Verhaftung und die gaffenden Spießer. Er kommt aus seinem Trott heraus, geht etwas essen und widersteht der Versuchung, wieder mit dem Saufen zu beginnen. Er geht zu Minna und trifft dort nur Karl, Minnas Mann (und Idas Schwager). Eine Versöhnung scheitert, Karl weist ihn ab; Franz beschimpft Karl und verlässt unzufrieden das Gebäude. – Zum Schluss spricht Franz mit einer ihm unbekannten Stimme; er ist sich wieder seiner selbst und seiner Kraft bewusst.

### Fünftes Buch
Zunächst wird wieder das Leben und Treiben am Alexanderplatz geschildert. – Franz Biberkopf bleibt anständig. Am Alexanderplatz verkauft er Zeitungen, wenn auch die Zahl seiner Abnehmer klein bleibt. Am Abend des 9. Februar trifft er den kleinen Meck, der ihn in eine Kneipe lockt. Dort fragt ihn ein gewisser Pums, ob er nicht einmal mit „Obst“ handeln möchte. Biberkopf verneint, wird aber von Meck auf einen „Gelben“ aufmerksam gemacht. Es ist Reinhold, der aufgrund seines Aussehens und des Gebarens eines Kranken Mitleid bei Biberkopf erregt. Franz findet Gefallen an Reinhold, distanziert sich aber weiterhin von Pums Bande. Eines Abends kommt Reinhold zu Biberkopf und erzählt ihm von seiner Freundin Fränze, einer Kutscherfrau, die er gerne loshaben möchte. Statt dass er sie einfach selbst fortschickt, überlässt er sie Biberkopf. Dieser erfährt von Reinholds Hypersexualität, der alle vier Wochen eine neue Freundin haben muss; Franz übernimmt bald auch Reinholds Freundin Cilly. Als Reinhold wieder eine Freundin an Franz abgeben will, weigert der sich, denn er liebt Cilly tatsächlich. Mit Reinhold bespricht er dessen Sucht nach neuen Frauen, ohne dass sie zu einem Ergebnis kommen.
Franz trifft an einem anderen Tag Meck in einer Kneipe, auch Pums und seine Leute sind da; Pums, der offenbar unsaubere Geschäfte macht, will Franz in seine Geschäfte einbeziehen – Franz zögert. Durch ein Jeremiazitat („Verflucht ist der Mann, der sich auf Menschen verläßt …“), das später wiederholt wird, deutet der Erzähler an, dass bald der im Vorspruch angekündigte erste schwere Streich Franz trifft: Am 8. April, einem Sonntag, beobachtet Franz eine Prügelei zwischen zwei Pums-Leuten; Franz lässt sich überreden, für einen von ihnen eine Bestellung bei Pums abzugeben. Pums engagiert ihn zu einem guten Stundenlohn, beim angeblichen Obsthandel mitzumachen (fünf Mark pro Stunde). Auch Reinhold ist da, aber ganz verändert: stark und dominierend. Franz merkt nicht, wie er zu einem Raubzug mitgenommen wird; er soll Schmiere stehen. Als er zu fliehen versucht, wird er von Reinhold aufgehalten. „Die Welt ist von Eisen, man kann nichts machen, da kommt sie, da läuft sie, da sitzen sie drin …“ Als sie mit dem Diebesgut losfahren, werden sie von einem Auto verfolgt. Reinhold wird zornig, weil er Franz seine Probleme offenbart hat; Franz wird von Reinhold und dessen Komplizen brutal aus dem fahrenden Fluchtauto gestoßen. Das Verfolgungsauto überfährt ihn. – Das fünfte Buch schließt mit Überlegungen des Erzählers zum Sonnenaufgang am nächsten Morgen.

### Sechstes Buch

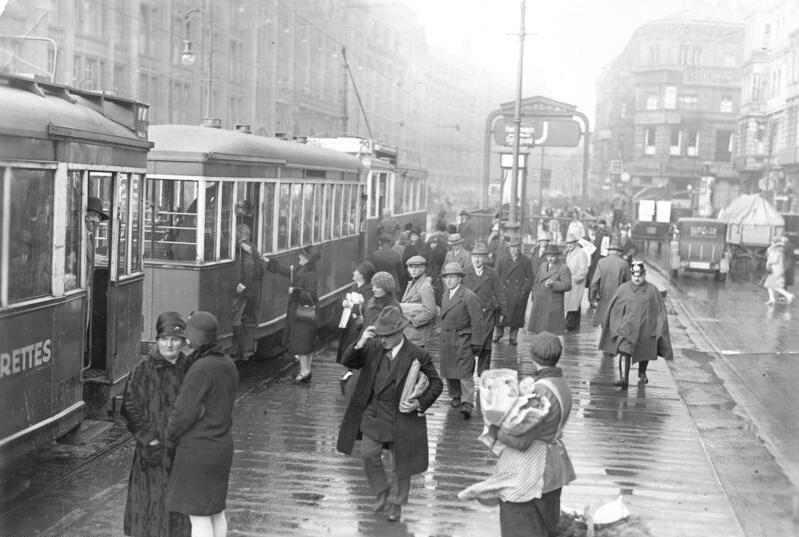
Alexanderplatz, 1928

Reinhold ist glücklich; nachdem er den Alkohol für sich entdeckt hat, verprügelt er seine Freundin Trude, womit es ihm gelingt, sie loszuwerden. Franz Biberkopf wird in der Nacht zum 9. April auf seinen eigenen Wunsch hin schwerverletzt zum mit ihm befreundeten Zuhälter Herbert und dessen Freundin Eva gebracht. Diese bringen ihn – um die Ursachen der Verletzung zu vertuschen – nach Magdeburg ins Spital, wo Franz’ rechter Arm abgesägt wird. Herbert und Eva befragen Biberkopf über den ganzen Vorfall, doch gibt dieser auf ihre Fragen keine Antwort. Nach Berlin zurückgekommen, offenbaren ihm die Freunde, dass es sich bei Pums um einen ausgekochten Betrüger handelt; doch Franz verzichtet darauf, die Pums-Bande zu bestrafen oder Schadensersatz für den Arm zu verlangen. Nachdem der Pums-Bande klar wurde, dass Franz überlebt hat, verlangt Reinhold als einziger seine Tötung; die anderen sammeln Geld für Franz, das aber von Schreiber unterschlagen wird.
Der Erzähler berichtet Berliner Ereignisse aus dem Juni 1928. Franz konsumiert nun apolitische Zeitungen, Herbert und Eva übernehmen seinen Unterhalt. Allerdings begibt er sich wieder in Berliner Kneipen, lernt Emmi kennen und plant gar, auf eigenen Beinen stehen zu wollen. Dem neugierigen Meck erzählt er von einer Schießerei mit Polizisten. Über Willi kommt er zur Hehlerei. Biberkopf kleidet sich neu und legt sich einen neuen Namen zu; er trägt einen Sommeranzug, das gekaufte Eiserne Kreuz an seiner Brust erklärt die Verletzung. Als Franz Räcker gelingt ihm das große Geschäft. Nachdem Eva Biberkopf ein Mädchen, Emilie Parsunke, die lieber Sonja heißt und von Franz „Mieze“ genannt wird, besorgt, obwohl sie selbst noch in ihn verliebt ist, scheint seine Welt in Ordnung zu sein. Sonja geht für ihn anschaffen. Kurzfristig politisiert er wieder und plädiert auf einer Veranstaltung gegen die anständige Arbeit. Eva und Herbert machen sich Sorgen um den Umgang Franzens; Eva will ein Kind von Franz, was Sonja überschwänglich gutheißt. Es drängt Franz noch einmal nach Tegel, er bleibt betrunken über Nacht weg. Er versöhnt sich wieder mit Sonja und schläft einmal mit Eva, seiner Ex-Freundin, weil Sonja nichts dagegen hat. Den Verlust seines Armes hat Franz jedoch nicht verwunden; er wendet sich dem Alkohol zu und lehnt jede Hilfe ab. Er sucht Reinhold auf und erfährt aus dessen Munde, dass Cilly mit ihm zusammen ist. Reinhold gibt vor, die Wunde sehen zu wollen, und als Biberkopf ihm den Stumpf zeigt, ekelt er sich davor. Dann verhöhnt er ihn mit banalen Fragen und schlägt Biberkopf einen falschen Arm vor. Als Biberkopf ablehnt, greift Reinhold nach Taschentüchern und Strümpfen, die er in den leeren Ärmel stopft. Der Gedemütigte muss sich von Reinhold noch anhören, dass dieser Krüppel nicht leiden könne – Franz zittert die ganze Zeit und ist fertig. Er schämt sich wegen dieser Demütigung; bald darauf fährt er erneut zu Reinhold, diesmal ist er stark und selbstbewusst und erzählt von Sonja. Reinhold ist bereit, mit ihm über eine Entschädigung zu verhandeln, will ihm aber heimlich Sonja wegnehmen.
Zum Schluss des sechsten Buches zieht der Erzähler ein Fazit: Es ist bei Franz eine Wendung nach rückwärts eingetreten. Er ist jetzt Lude (Zuhälter) und wird wieder ein Verbrecher sein. Er wollte anständig sein, aber diesen Eid hat er nicht halten können; denn Lüders hat ihn betrogen und Reinhold hat ihn aus dem Auto geworfen. Er will fragen, warum er seinen Arm verloren hat. Nach einem zweimaligen „vielleicht“ ahnt der Leser, dass es mit Franz böse enden wird.

### Siebtes Buch

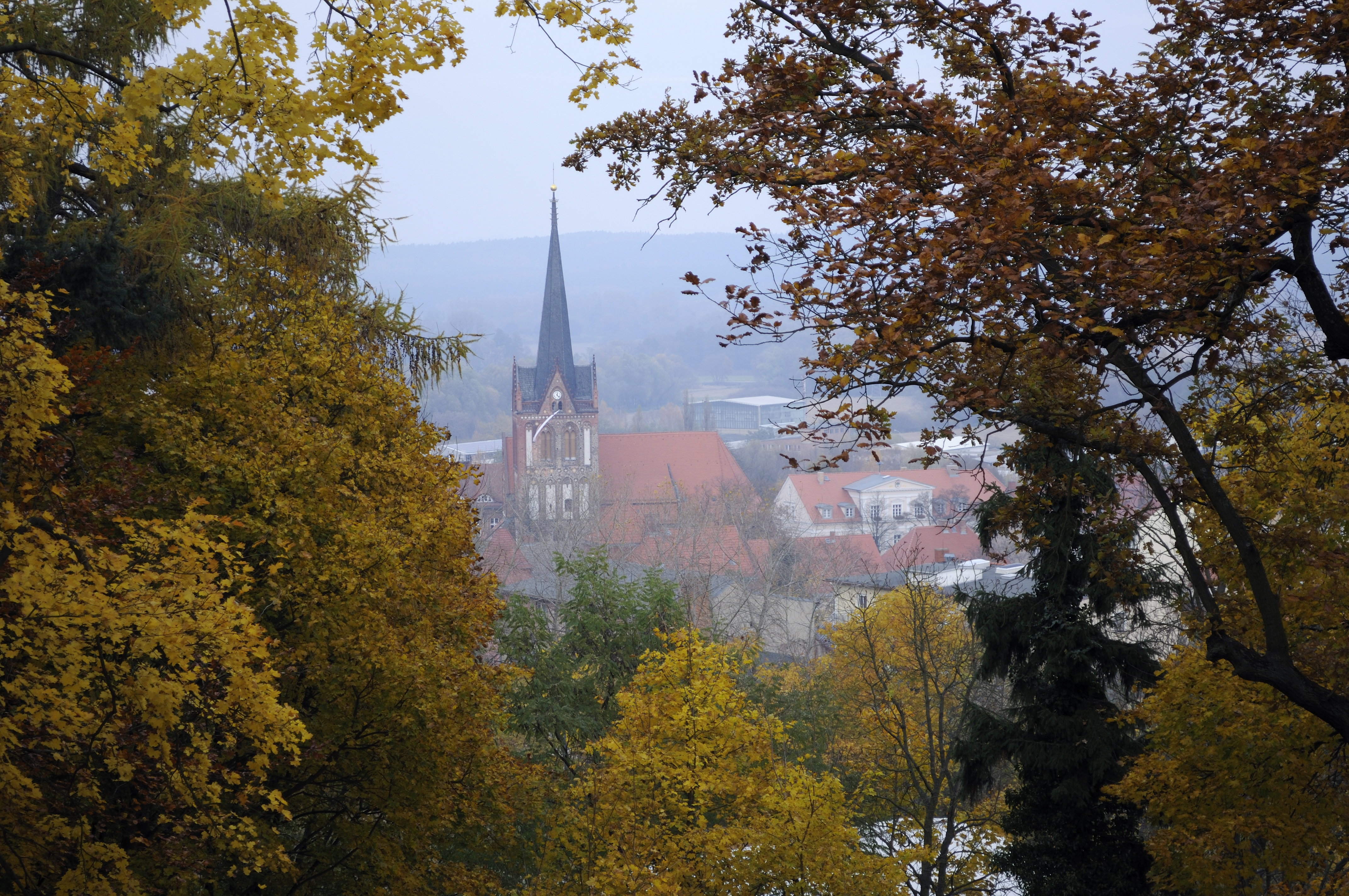
Im Wald von Bad Freienwalde erwürgt Reinhold Biberkopfs Freundin Mieze

Es beginnt mit Stadtszenen, einem Bericht über die kriminelle Karriere eines Fliegers, Tagebucheinträgen eines Mädchens und Szenen aus dem Arbeitsgericht. Franz besucht Reinhold, er schließt sich der Pumsbande an, die ihn trotz anfänglichen Widerwillens aufnimmt. Da Pums stiller Teilhaber von fünf Pelzwarengeschäften ist, stehlen sie in einer Samstagnacht im September Tuchballen. Biberkopf wird mit 200 Mark bezahlt, die er seiner Freundin Mieze geben will. Sie vermutet, dass ihr Franz sie verlassen will, und bricht plötzlich in Tränen aus. Sie erinnert sich an Evas Bitte, auf Franz zu achten, und informiert daraufhin Eva, die wiederum ihren Freund Herbert; Eva ist besorgt. Als Franz gerade mit einem Kollegen die Gegend nach der Möglichkeit für den nächsten Einbruch absucht, besucht Reinhold Mieze, quatscht allerlei und erzählt ihr von seinem Frauentausch mit Franz. Auf Reinholds Drängen stellt Franz ihm seine Mieze vor; dafür versteckt er Reinhold in seinem Bett. An der Haustür lässt er Mieze schwören, dass sie sich nicht in das Bett legen wird, weil er dort eine Überraschung für sie versteckt habe. Mieze hält ihr Versprechen und erzählt Franz vom Neffen eines „Gönners“, einem jungen Schlosser, der sie liebt und verfolgt hat – sie will von Franz getröstet werden. Nach dem erzwungenen Geständnis, dass sie sich verliebt habe, verprügelt Franz seine Freundin voller Eifersucht, so dass Reinhold eingreifen muss. Am Abend vertragen sich Franz und seine verletzte Mieze wieder. Am 29. August geht Mieze, mit einer Maske verkleidet, auf den Ball in Rahnsdorf, den die Pumsbande regelmäßig besucht, und gibt sich mit dem Klempner Matter ab. Reinhold fasst nun den Entschluss, Biberkopf Mieze wegzunehmen. Es gelingt ihm, sie mit Hilfe seines Verbrecherkollegen Karl „Klempnerkarl“ Matter, des Schlossers der Pumsbande, nach Bad Freienwalde (Oder) zu locken; aber im Hotel geht Mieze einfach auf ihr Zimmer und entzieht sich Reinhold. Am Samstag, dem 1. September, wiederholt sich das Spiel; Karl zieht sich zurück, Reinhold geht mit Mieze im Wald spazieren. Für einen Kuss soll er sagen, was Pums eigentlich macht. Nach einem wilden Schmusen flieht Mieze, doch Reinhold holt sie ein. Er erzählt ihr, wie Franz seinen Arm verloren hat; er will Mieze unbedingt für sich haben und versucht, sie zu vergewaltigen, aber sie wehrt sich. Da erwürgt er die Zwanzigjährige und verscharrt ihre Leiche mit Karls Hilfe im Wald. „Die Bäume schaukeln, schwanken. Jegliches, jegliches. (…) Wumm wumm.“ – Im Vorspruch des achten Buchs wird die Bedeutung des Mordes so umschrieben: „Franz Biberkopf hat den Hammerschlag erhalten (…).“
[Hier ist im Roman ein Fehler in der Chronologie: Das Morddatum passt nicht zum Datum des Einbruchs.]

### Achtes Buch
Biberkopf ist über Miezes Ausbleiben zunächst (am 2. und 3. September) nicht besonders besorgt, da er annimmt, sie sei mit einem vornehmen Kavalier verreist. Eva ist schwanger; sie vermutet, dass Mieze tot ist. Herbert weiß keine Hilfe – Ende September kommt Matter wieder nach Berlin. Der Erzähler schildert Eindrücke von Berlin und zitiert zur tristen Lage des Menschen Verse aus dem Buch Kohelet.
Die Mitglieder der Pumsbande beginnen sich zu streiten; denn sie fühlen sich von ihrem Anführer Pums überlistet. Nachdem auch der Einbruch in einer Verbandsstofffabrik gescheitert ist, machen sie Klempnerkarl dafür verantwortlich, der über Reinhold in Wut gerät. Karl, von seinen ehemaligen Partnern enttäuscht, gründet seine eigene Bande; nach einem erfolgreichen ersten Einbruch wird er beim zweiten erwischt – vermutlich ist er von Reinhold verraten worden. Er entschließt sich, Reinhold zu bestrafen, und erzählt einem Richter von der Ermordung Miezes. Nach längerem Suchen – die Leiche war an anderer Stelle verscharrt worden – wird sie ausgegraben; die Polizei beginnt gegen Reinhold, der auch noch Franz Biberkopf in die Sache hineinzieht, zu ermitteln. Der Erzähler stellt Franz in Parallele zu Hiob, er werde von der großen Hure Babylon bedroht. Franz findet bei Bekannten Unterschlupf.
Aus der Zeitung erfährt Eva von Miezes Ermordung und teilt dies aufgelöst Franz mit; Franz und Reinhold werden als Tatverdächtige gesucht. Franz versteht Miezes Ermordung als Reinholds Rache; er will Reinhold bestrafen. Auch Herbert macht Jagd auf Reinhold; Franz ist am Ende. Im November sucht er Reinhold überall vergebens; er zündet das Haus an, in dem dieser gewohnt hat. Zwei Engel gehen neben Franz und beschützen ihn vorläufig, damit die Polizei ihn nicht erkennt. Erneut besucht Biberkopf die Kneipen am Alexanderplatz und begibt sich absichtlich in ein Lokal, in dem gerade eine Razzia stattfindet; er wird von einem Polizisten angesprochen, zieht eine Waffe und schießt. Franz, der sich schon länger der Meldepflicht entzogen hatte und als Tatverdächtiger im Fall Emilie Parsunke gilt, wird festgenommen. Im Polizeipräsidium wird er als der wegen Mordes Gesuchte identifiziert.

### Neuntes Buch
Reinhold ist bereits verhaftet: Er hat sich auf Fahndungsplakaten gesehen und, um sich zu tarnen, mit den Papieren des polnischen Taschendiebs Moroskiewicz eine Dame überfallen; so hoffte er der Fahndung zu entgehen. Reinhold kommt im Zuchthaus mit dem Polen Dluga in der Mattenweberei zusammen. Da Dluga den wahren Moroskiewicz kennt, droht Reinholds Tarnung aufzufallen. Tatsächlich beginnt der Pole, den falschen Moroskiewicz zu erpressen. Reinhold verprügelt Dluga, woraufhin er seine Haft in einer Einzelzelle verbringen muss. Nachdem er einige Wochen alleine zugebracht hat, begeht Miezes Mörder einen entscheidenden Fehler: Er schläft mit einem jungen Mithäftling, der nach seiner Entlassung vor einem Arbeitslosen mit seinem Wissen über Reinholds Mord prahlt. Der Arbeitslose, Konrad, verpfeift Reinhold, um die 1000 Mark Belohnung zu bekommen; Reinhold wird nach Berlin verlegt. Franz Biberkopf dreht durch und wird halb verhungert in die Irrenanstalt Buch überführt; er wird zwangsweise künstlich ernährt. 
Die wichtigen Gestalten seines Lebens tauchen vor Franz auf; Reinhold erscheint ihm als Teufel, mit dem hätte er nicht kämpfen dürfen. Auch Ida erscheint ihm. Franz weint über sich, was er getan hat und wie er gewesen ist. Mieze erscheint auch noch. Franz hat seine Fehler bereut und stirbt.
Nun wird von den ersten Tagen des neuen Menschen Franz Biberkopf erzählt. Die Hure Babylon hat den Kampf mit dem Tod verloren. Den Kranken, der Franz war, haben Schupos und Ärzte befragt; er war unschuldig bzw. nicht zurechnungsfähig, er wird aus Buch entlassen. Der Erzähler gibt ihm zur Unterscheidung vom alten Franz Biberkopf den Namen Franz Karl Biberkopf. Er geht zu Herbert, der aber in der Zwischenzeit erwischt und zu zwei Jahren Gefängnis verurteilt wurde. Er trifft dort auf Eva, die Biberkopf bei sich aufnimmt, obwohl sie das gemeinsame Kind verloren hat; gemeinsam besuchen sie Miezes Grab. Sie nehmen an der Verhandlung gegen Reinhold und Matter teil: Reinhold wird zu zehn Jahren Zuchthaus wegen Totschlags im Affekt verurteilt. Nach dem Prozess nimmt Biberkopf eine Stelle als Hilfsportier in einer Fabrik an.
Zum Schluss reflektiert der Erzähler den Lebensweg von Franz: „Wach sein, wach sein, man ist nicht allein.“
Der Roman endet mit einer kriegerischen Vision:

„Es geht in die Freiheit, die Freiheit hinein, die alte Welt muß stürzen, wach auf, die Morgenluft. Und Schritt gefaßt und rechts und links und rechts und links, marschieren, marschieren, wir ziehen in den Krieg, es ziehen mit uns hundert Spielleute mit, sie trommeln und pfeifen, widebumm widebumm, dem einen gehts gerade, dem einen gehts krumm, der eine bleibt stehen, der andere fällt um, der eine rennt weiter, der andere liegt stumm, widebumm widebumm.“

## Form

### Aufbau
Der Roman besteht aus neun Büchern in Form von Großkapiteln in einem Buch. Die neun Bücher sind wiederum in einzelne Geschichten eingeteilt, welche von an Schlagzeilen erinnernden Kapitelüberschriften wie „Mit der 41 in die Stadt“, „Noch immer nicht da“ und „Belehrung durch das Beispiel des Zannowich“ angekündigt werden. Der eigentlichen Handlung des Romans wird ein Prolog vorangestellt, darin von der Gefängnisentlassung und anschließenden Gewaltkur berichtet wird, die Franz Biberkopf „sehr verändert, ramponiert, aber doch zurechtgebogen“ am Alexanderplatz zurücklassen wird. Im Epilog beobachtet Franz Karl den Aufmarsch der Soldaten. Die erzählte Zeit umfasst circa achtzehn Monate.
Die Erzählperspektive ist dezidiert modern, da sie sich vom auktorialen Erzähler verabschiedet, ohne die Position des Kommentators und Beobachters aufzugeben. Hierbei greift der Erzähler auf den Bänkelsang zurück. Die einzelnen Prologe stellen eine Verkündung der daraufhin folgenden Ereignisse dar. Dies ist eines der Mittel, mit denen Döblin eine einzig auf Spannung basierende Erzählung verhindert.
Erstes Buch

Hier im Beginn verläßt Franz Biberkopf das Gefängnis Tegel,

in das ihn ein früheres sinnloses Leben geführt hat.

Er faßt in Berlin schwer wieder Fuß,

aber schließlich gelingt es ihm doch,

worüber er sich freut, und er tut nun den Schwur, anständig zu sein.
Der Roman vereint verschiedene Erzählperspektiven. So wird die Geschichte des Antihelden Biberkopf vom Erzähler nicht nur angekündigt, sondern dieser richtet sich im Verlauf des Romans mehrfach selbst an den Leser. Die Montagetechnik lässt die Handlung in eine Fülle von Stimmen aufgehen. Zudem ist der Roman durch die Erzähltechnik des Bewusstseinsstroms, inneren Monologs und der erlebten Rede charakterisiert.

### Antichronologisches und simultanes Erzählen
Der Erzähler verzichtet auf eine lineare Erzählung der Handlung, indem er immer wieder kurze Vorschauen einflieẞen lässt. Beispielsweise wird Biberkopfs Rauswurf aus einer Kneipe gleich zu Beginn des Kapitels angeführt: „Am Abend wird Franz richtig bei Henschke rausgeschmissen. Er tippelt allein an um 9, kuckt nach dem Vogel, der hat schon den Kop unter dem Flügel, sitzt in der Ecke auf der Stange, […].“ Im Verlauf wird eine Streiterei zwischen Franz Biberkopf und linken Aktivisten erzählt, die dazu führt, dass Biberkopf die Kneipe verlassen muss. „Er ist draußen in der Kälte.“
Des Weiteren wird durch die Collage unterschiedlichster Textfragmente das chaotische Großstadtgeschehen wiedergegeben.

### Intertextualität
Versatzstücke aus der Hochliteratur durchsetzen den gesamten Roman. Dazu gehört beispielsweise die Ermordung des mykenischen Königs Agamemnon durch Klytaimnestra und seinen Cousin Aigisthos, den Geliebten seiner Ehefrau: Er ächzt: „Weh mir, getroffen!“ Draußen fragen sie: „Wer schreit da über sich?“ „Weh mir und wieder!“ Die antike Bestie murkst ihn ab, zuckt nicht mit der Wimper, sie reißt noch draußen das Maul auf: „Vollendet hab ichs, ein Fischnetz warf ich ihm um und schlug zweimal, und mit zwei Seufzern streckte er sich, und dann schickte ich ihm noch einen dritten Hieb zum Hades nach.“ Andererseits wird der Vergleich mit Orest zurückgewiesen, weil Biberkopf anders als der Rächer des Vatermordes nicht von Erinnyen verfolgt wird und keine Schuldgefühle empfindet. In einem Lokal geht Lina Przyballa auf Franz zu. Ihr eigenmächtiger Vorstoß wird mit dem des Prinzen von Homburg verglichen. „Nun, o Unsterblichkeit bist du ganz mein, Lieber, was für ein Glanz verbreitet sich, Heil, Heil, dem Prinz von Homburg, dem Sieger in der Schlacht von Fehrbellin, Heil!“
Der Prinz von Homburg: Nun, o Unsterblichkeit, bist Du ganz mein!

Du strahlst mir durch die Binde meiner Augen,

Mit Glanz der tausendfachen Sonne zu! (10. Auftritt)
Kottwitz: Heil, Heil dem Prinz von Homburg!
Die Offiziere: Heil! Heil! Heil!

Alle: Dem Sieger in der Schlacht bei Fehrbellin! (11. Auftritt)

### Montage
Walter Benjamin wertete die Montage als stilprägendes Element des Romans: „Die Montage sprengt den Roman, sprengt ihn im Aufbau wie auch stilistisch, und eröffnet neue, sehr epische Möglichkeiten. Die Bibelverse, Statistiken, Schlagertexte sind es, kraft deren Döblin dem epischen Vorgang Autorität verleiht. Sie entsprechen den formelhaften Versen der alten Epik.“ Tatsächlich montierte Döblin unterschiedlichste Texte in seinem Roman, diese reichen von Anzeigen, Nachrichten, Werbetexten, Praxisschildern über Artikel aus Sachbüchern, Schlagertexten und Liedern bis hin zur Literatur. Als Biberkopf im zweiten Buch Berlin betritt, sind es sogar Piktogramme. Dennoch unterscheidet sich die Montage erheblich vom simplen Einfügen von Texten, um dadurch die Authentizität oder Veranschaulichung des Erzählten zu erhöhen. Döblins Montage ist an Motive geknüpft, dient so der Struktur des Romans. Mit Hilfe der Montage gelingt die Poetisierung der Großstadt. „Diese Stadt ist indifferent gegenüber dem persönlichen Schicksal des Einzelnen. In ihrer puren Faktizität, in ihren Gegebenheiten und Verläufen führt sie ein eigenes Dasein und beansprucht auch ein eigenes episches Gewicht.“
Laut Gabriele Sander kann das montierte Material nach seiner Herkunft sowie nach der Art der Übernahme kategorisiert werden. Allein durch Döblins Anmerkungen im Manuskript ließen sich folgende Quellen rekonstruieren:
- Zeitungen

Berliner Zeitung, Berliner Tageblatt, Berliner Morgenpost, Welt am Montag, Berliner Illustrierte, Die Woche, Grüne Post, Der Friedensbote, Die Funk-Stunde, Rote Fahne, Vorwärts, Schwarze Fahne, Völkischer Beobachter, Berliner Arbeiterzeitung, Der Arbeitslose, Pfaffenspiegel und Der Atheist.
- Periodika

Die Freundschaft, Figaro, Die Ehe, Die Ideal-Ehe, Die Ehelosen und die Eheverbundenen und Frauenliebe.

### Leitmotiv
Als wiederkehrende Motive dienen unter anderem einzelne Verse wie „Mit den Händchen klapp, klapp, mit den Füßchen trapp, trapp […]“ aus dem Kinderlied Brüderchen komm tanz mit mir, Liedzitate wie die Verse des Schnitterliedes: „Es ist ein Schnitter, der heißt Tod, hat Gewalt vom großen Gott. Heut wetzt er das Messer, es schneidt schon viel besser, bald wird er drein schneiden, wir müssens erleiden“ und zahlreiche Bibelzitate, wie der erste Vers „Ein jegliches hat seine Zeit“ aus dem dritten Kapitel des Buches Kohelet. Nach Alexander Honold handelt es sich hierbei nicht um Leitmotive, insofern sie weder dem Erkennen von Figuren noch der Charakterdarstellung dienen: „Sie sind nicht beiherlaufende ästhetische Signale, welche als Lesehilfen die eigentliche Handlung kommentieren und vereinfachen. Nein, die Wiederholungen sind ein Teil des Geschehens selbst, sie strahlen auf die Figuren des Romans zurück, werden von ihnen selbst erlitten oder gar verursacht.“

### Erzählhaltung
Der Erzähler wechselt zwischen sachlicher Berichtform (Schlachtszene), einem allwissenden Erzähler (Prolog) mit einem ironisch gebrochenen pädagogischen Gestus (Kapiteleinleitungen), einem personalen Erzähler (Sturz aus dem fahrenden Fluchtauto) wie einem kommentierenden Erzähler mit einer dezidiert ambivalenten Haltung gegenüber den Protagonisten. Die einzelnen Stimmen können hierbei als Stimmenchor eine Atmosphäre selbst evozieren (Der Rosenthaler Platz unterhält sich) oder in Gestalt des Erzählers in Ich-Form ihre Haltung zum Werdegang der Figur Biberkopf kundtun. Die Haltung des kommentierenden Erzählers schwankt hierbei zwischen Mitleid, Hilfsbereitschaft und Sorge einerseits, warnenden Vorausdeutungen, kühler Selbstbestätigung, Hohn und Sarkasmus andererseits. Biberkopf wird mit Hilfe der erlebten Rede, dem Bewusstseinsstrom und der Montage dem Leser vermittelt. Der Tod besitzt als kommentierende und strafende Instanz ebenfalls eine eigene Stimme.

## Sprache
Der Roman zeichnet sich durch mehrere Sprachenmodi, Sprachebenen, Slangs und Dialekte aus. Hier sind vor allem „die Sprache der kleinen Leute und Ganoven, der weisen Juden und der irritierten Ärzte, der behördlichen Verordnungen und der statistischen Mitteilungen, der Zeitungen und der Reklamen, der politischen Parteien und Bewegungen, der Bibel und des Bänkelsangs, der klassischen Dichtung und des militaristischen Liedguts“ zu nennen. Beispielsweise streiten sich die zwei Juden Nachum und Eliser auf Jiddisch. „Seht euch den an, das ist ein Mann für die Welt, er wird nicht zwanzick Jahr wie ich mit den Bauern handeln, er ist seinem Vater um zwanzick Jahr voraus.“, oder „[…], denkt an ä Pferd, an ä Hund, an Singvögel […]“. Der Protagonist Franz Biberkopf selbst sowie die sonstigen Figuren berlinern, und aufgrund ihrer Zugehörigkeit zur Unterschicht, der Halbschattenwelt und dem Zuhältermilieu ist die Sprache der Figuren durchsetzt vom Rotwelsch.
„Der Buchdruck, die Drucktype hat, um es ruhig auszusprechen, die Literatur und uns alle zu Stummen gemacht und bestimmt hat dadurch die Sprache Schaden angenommen, die lebende Sprache ist in ungenügender Weise in die geschriebene eingedrungen, und so hatte die Buchdruckerkunst bei uns offenbar eine Anämie und Vertrocknung der Sprache im Gefolge“, stellte Döblin in seinem Radioessay Literatur und Rundfunk von 1929 klar. Tatsächlich führen die Piktogramme wie die Formel die Erzählung im Medium des Bildes fort. Die Grenzen der Schriftsprache werden ebenfalls in den Kalauern und dem Unsinn demonstriert.

### Sarkasmus und Ironie
Ein Grundprinzip des Romans liegt in dessen grotesk-sarkastischer Sprachgewalt, die sich immer wieder und immer stärker gegen den Helden wendet. Beispielsweise wird Idas Tötung durch physikalische Formeln vermittelt, ein Sahneschläger ist das Tatwerkzeug. Gleichzeitig wird ihr Tod minutiös, zudem ohne große Empathie mechanisch beschrieben. Viele Figuren neigen zum Sarkasmus, so wandelt ein Rufer die ersten zwei Verse der Hymne Heil dir im Siegerkranz in „Heil dir im Siegerkranz, Kartoffeln mit Heringsschwanz“. Weiterhin ist die Erzählhaltung fast durchgehend sarkastisch oder ironisch.

### Kalauer, Witze und Wortspiele
Der Roman enthält viele Wortspiele, Kalauer und Witze:
- Das erste Newtonsche (njutensche) Gesetz, welches lautet: Ein jeder Körper verharrt im Zustande der Ruhe, solange keine Kraftwirkung ihn veranlaßt, seinen Zustand zu ändern (bezieht sich auf Idas Rippen).[53]
- Kikeriki. Es gibt viele Sorten von Hühnern. Wenn man mich aber auf Ehre und Gewissen fragt, welche ich am meisten liebe, so antworte ich frei und unumwunden: Brathühner.[55]
- Breiten wir, werte Brüder und Brüderinnen.[56]
- Sag mir oui, mein Kind, das ist französisch, Sag mir ja, na und auch auf chinesisch, Wie du willst, das ist ganz egal, Die Liebe ist doch international.[57]

## Interpretation

### Die Figuren
Nahezu alle Figuren sind Außenseiter der bürgerlichen Gesellschaft: verurteilte Straftäter, Verbrecher, Prostituierte, Hehler, Zuhälter, Verhaltensgestörte, Homosexuelle, Kriegsversehrte, Juden und Kommunisten.

#### Franz Biberkopf
Franz Biberkopf, nach seiner Läuterung Franz Karl Biberkopf, ist ein ehemaliger Zement- und Transportarbeiter. Nach der Tötung seiner Freundin Ida wird er zu vier Jahren Haft verurteilt, die er in Tegel absitzt. Biberkopf ist Anfang 30 und überdurchschnittlich groß, hat blondes Haar und abstehende Ohren. Seine Kraft nimmt selbst durch die spätere Amputation des Armes nicht ab. Zeitweise wiegt er fast zwei Zentner und ist Mitglied eines Athletenklubs. Außerdem hat er hervortretende Augäpfel. Zwischenzeitlich führt er die Tarnnamen Franz Räcker und Herr Klemens. Immer wieder wird Franz als gutmütig, treuherzig, friedfertig und naiv beschrieben. Andererseits ist er wehleidig und verhält sich gegenüber Frauen oft grob, so besucht er nach seiner Haftentlassung Idas Schwester Minna und nötigt sie zum Geschlechtsverkehr oder lässt seine Freundin Cilly jene Stiefel putzen, die ein Geschenk Reinholds waren, um Franz für den Mädchenhandel mit ihr zu gewinnen. Er scheint apolitisch zu sein, dennoch lässt sich Biberkopf leicht für politische Propaganda missbrauchen und wirbt als Verkäufer mit seinem arischen Aussehen für nationalsozialistische Propaganda. Gegenüber Reinhold steigert sich seine Naivität allerdings zu blinder Ergebenheit. Ein Charakterzug, der besonders auffällt, ist die Treue, die Franz seinen Freunden hält, so denunziert er beispielsweise die Komplizen nicht, selbst wenn er gegen seinen Willen zur Teilnahme an einem Einbruch genötigt und anschließend unter ein Auto geworfen wurde. Schon im Vorwort ist jedoch von einer negativen Entwicklung Biberkopfs die Rede, der als hochmütig und ahnungslos, frech, dabei feige und voller Schwäche umschrieben wird. Er gibt gern vor seinen Kumpanen an, zugleich hat er Angst, sie könnten ihn verspotten, wenn ihm etwas Unangenehmes passiert. Sein größtes Problem ist eine regelmäßig auftretende Indolenz. Ein Hang zum Alkohol sowie seine komplizierten Beziehungen zu Frauen bringen ihn ins Zuchthaus und in die Irrenanstalt.
Laut Michael Baum gleicht Franz Biberkopf „eher einer Marionette als einem Romanhelden“. Denn weder geht die Figur alltäglichen Bedürfnissen nach, noch ist ihr Auftreten an unterschiedlichsten Orten individuell motiviert. Da eine psychologische Charakterzeichnung hinter einzelne Handlungen zurücktritt, formuliert Baum weiter: „Die Marionette Biberkopf entspricht der Summe der Ereignisse, an denen sie teilgenommen hat“. Wilhelm Michel sieht im Roman einen „Faust des kleinen Mannes, ein Don Quichotte am Berliner Boden“. Tatsächlich dient die Beziehung zwischen dem goetheschen Faust und Mephisto als Folie für das Abhängigkeitsverhältnis zwischen Biberkopf und Reinhold.

#### Reinhold
Reinhold macht zu Beginn auf Franz einen kränklichen Eindruck, er hat ein hohes, gelbliches Gesicht und starke Querfalten an der Stirn. Dazu stottert er und trinkt statt Alkohol ausschließlich dünnen Kaffee. Reinhold ist promiskuitiv, so fleht er Biberkopf an, die ihm überdrüssig gewordenen Frauen abzunehmen, was Franz eine Zeitlang auch tut. Als Franz den „Mädchenhandel“ zu unterbinden versucht, indem er von vornherein keine weiteren Frauen an Reinhold herankommen lässt, sieht dieser darin einen Vertrauensbruch. Für Reinhold ist Franz allein ein kolossaler Dussel. Sein Verhalten gegenüber Franz ist von Sadismus geprägt, er will Mieze verführen, um Franz zu erniedrigen. Im Unterschied zu Franz denunziert er seine Partner, beispielsweise werden zwei davon bei einem späteren Einbruch verhaftet. Später tötet er Mieze, nachdem sie sich dem Beischlaf mit ihm verweigert hat. Nicht nur sein schlankes Aussehen unterscheidet ihn von Franz, sondern auch seine Schläue, so war das Stottern bloß Tarnung, denn im Fluchtauto gibt er das Kommando an. Er ist ein geschickter Intrigant. Im neunten Buch wird Reinhold beschrieben als „die kalte Gewalt […], an der sich nichts in diesem Dasein verändert“.
Nach Klaus Schröter ähnelt Reinhold der Figur Mephisto, der Raffinesse wie Brutalität in seinem Charakter vereine. Laut Barbara Becker-Cantarino zeige sich die Verbindung von Gewalt und Sexualität bei Reinhold als Männlichkeitsdemonstration. Kirstin Breitenfellner weist darauf hin, dass die Charakterzeichnung an den von Cesare Lombroso aufgestellten Merkmalen eines Verbrechers orientiert sei. Eine gewaltlose Liebesbeziehung ist ihm unmöglich, doch bleibt die zum Schluss vor Gericht gestellte Frage, ob sein Sadismus in seiner Sexualität angelegt sei, unbeantwortet. Biberkopf empfindet den von Reinhold verkörperten Verbrechertypus anziehend, nicht zuletzt weil beide Männer den Gestus der Eroberung teilen. Reinhold verachtet Biberkopf aufgrund seiner Behinderung und will ihn strafen: „Der setzt sich uff die Hinterbeene. Dem muß man die Knochen knacken. Der eene Arm genügt noch nicht bei dem.“ Das homoerotische Verhältnis beider Männer bleibt ungeachtet zahlreicher Deutungen in der Forschung nicht bestimmbar. Im Gefängnis vollzieht Reinhold den Geschlechtsverkehr mit einem Mithäftling, was auf eine Bisexualität schließen lässt.

#### Mieze
Sonja, eigentlich Emilie Parsunke, wird von Eva, die tatsächlich ebenfalls Emilie heißt, an Franz Biberkopf vermittelt. Sie ist noch minderjährig und wird Franz’ Freundin. Das Aussehen erinnert ihn an ein Schulmädchen, und Franz tauft sie Miezeken, weil er fremde Namen nicht akzeptieren kann und eine Marie unter seinen Freundinnen noch nicht hatte. Eigentlich ist sie nur zweite Wahl, doch Franz gewinnt sie später lieb. Gegenüber Eva ist Sonja servil. Als Eva ihr mitteilt, dass sie sich ein Kind von Franz wünscht, will sich Mieze ihr auch sexuell unterwerfen. Sonja hat viele Verehrer, die ihr regelmäßig Briefe zusenden und einen festen Gönner. Ausgerechnet als Franz mit Sonja angeben will und Reinhold sich dazu im Bett versteckt, um Sonja heimlich zu sehen, gesteht sie, dass sie sich in einen Schlosser verliebt hat. Dies führt dazu, dass Franz sie verprügelt, erst Reinholds Einmischung kann lebensgefährliche Verletzungen oder gar ihre Tötung verhindern. Dennoch kehrt sie zu Franz zurück. Der Name ist eine Anspielung auf Sofja Semjonowna, jener Prostituierten in Fjodor Michailowitsch Dostojewskis Roman Schuld und Sühne, welche des Protagonisten Raskolnikow Geliebte ist und sich für ihren alkoholkranken Vater wie dessen Kinder aus zweiter Ehe aufopfert.
Nach Gabriele Sander nehme Mieze bereits bei der ersten Begegnung mit Franz in den Augen ihres späteren Freundes die Rolle einer Kindsfrau ein und repräsentiere durch das unscheinbare Äußere ein typisches Bild von Weiblichkeit. Miezes Auftreten in einem weißen Kleid assoziiert Yoshihito Ogasawara mit Lotte in Goethes Die Leiden des jungen Werthers und sieht den durch Intertextualität hergestellten Bezug idealisierter Weiblichkeit im Widerspruch zu ihrer Tätigkeit als Prostituierte. Im Gegensatz zu Helmut Bernsmeier wertet er ihr Ansinnen, Reinhold auszuforschen, nicht als sexuelle Anziehung, sondern sieht darin den Ausdruck ihrer Eitelkeit, dass wiederum dem von ihr vertretenen Weiblichkeitsideal entspricht. Ulrike Scholvin sieht in Mieze gar die Retterin Biberkopfs, weil erst ihr Tod das Ende der für Biberkopf zerstörerischen Beziehung zu Reinhold herbeigeführt habe. Helmuth Kiesel sieht wie Scholvin in Mieze eine Heilsfigur, woran bereits der Kosename von Maria  hinweise. Weiterhin deutet er sie als Maria Magdalena, womit sie Sünderin und Erlöserin zugleich ist.

#### Eva
Eva, eine Prostituierte mit dem bürgerlichen Namen Emilie, ist eine frühere Freundin von Franz Biberkopf, den sie weiterhin liebt und für den sie sich selbstlos einsetzt. Ihr Lebensgefährte Herbert Wischow ist Zuhälter und zählt ebenfalls zu den besten sowie ehrlichen Freunden Biberkopfs. Sie hat weiterhin Beischlaf mit Franz und wird von ihm auch geschwängert. Franz lebt nach seinem Krankenhausaufenthalt bei Eva und Herbert. Sie ermuntert Franz vergeblich zu einer Schadensersatzforderung gegen Reinhold. Selbst bestreitet sie ihr Lebensunterhalt nicht nur durch die Prostitution, sondern bestiehlt auch ihre Kunden. Sie macht Franz mit Mieze bekannt. Nach Miezes Tod und Biberkopfs Unterbringung in der Psychiatrie zerbricht die sexuelle Beziehung.

#### Pums und die Einbrecherbande
Pums gibt sich als Obsthändler aus, doch sein Geld verdient er als Anführer einer Einbrecherbande. Zu seinen Leuten zählen Reinhold, Karl Matter, Emil und später Franz sowie Waldemar Heller und Franz. Gottlieb Meck, ein weiterer Freund Biberkopfs, handelt mit Pums Stoffen. Als Biberkopf ihn zum ersten Mal im Beisein mit Meck trifft, bemerkt er einen untersetzten Herrn im fortgeschrittenen Alter. Er hat ein „krebsrotes dickes Gesicht“ und wird von Biberkopf wegen seines Leinenmantels und Schaftstiefeln für einen Viehhändler gehalten. Der Kriminelle hat sein Vermögen durch die Teilhabe an Pelzgeschäften und Bügelstuben scheinbar legalisiert. Pums ist ein strenger Anführer. Eigenständig verteilt er den Gewinn aus der Hehlerei an seine Leute. Er ist verheiratet. Seine Gattin ignoriert ebenfalls die Interessen der Diebe, so wandert eine Nachricht Biberkopfs gleich in den Mülleimer. Nach Ulrike Scholvin sei die Einbrecherbande wie ein „kapitalistischer Kleinbetrieb“ aufgebaut. Die Kolonne agiert nicht außerhalb des Berliner kriminellen Milieus, so sprechen die Mitglieder davon, dass Biberkopfs Verletzung ein „Gerede im Verein“ gegeben habe und man doch Geld für ihn sammeln solle. Die Bande besteht aus unterschiedlichen Individuen mit eigenen Erwerbsbiographien. Heller ist ein gescheiterter Kaufmann ohne Arbeitsabsichten, der sich von seiner Mutter hat lange aushalten lassen. Er legt sehr viel Wert auf sein Äußeres. Seiner Tätigkeit als Einbrecher geht er anstandslos nach. Emil, der sich mit einem Bandenmitglied, der gleichfalls Franz heißt, öffentlich geprügelt hat, ist dagegen faul. Matter, von Beruf Klempner, arbeitet für Pums als Schweißer. Seine kriminelle Tätigkeit erklärt er durch ein gescheitertes Patent, das ihm seitens der Firma vorenthalten wurde. Die aus den Einbruchstouren erzielten Gewinne setzt er in der Entwicklung eines neuen Modells ein. Eine bei einem Einbruchsversuch zugezogene Handverletzung und die geringe Solidarität unter seinen Kumpanen führt zur Abwendung von Pums.

#### Otto Lüders
Otto Lüders, der Arbeitskollege von Franz Biberkopf und die augenscheinlich einzige Verbindung außerhalb der Halbschattenwelt, vertreibt gemeinsam mit Franz Schnürsenkel. Er ist Linas Onkel, mit einer Wäscherin verheiratet und seit zwei Jahren arbeitslos. Später stellt er sich als Erpresser einer Witwe heraus, die Biberkopf mehr als gewogen war. Obgleich Lüders einen entscheidenden Einfluss auf Biberkopfs Leben nimmt, sofern er verantwortlich für dessen Scheitern ein anständiges Leben zu führen ist, sinnt Biberkopf nicht nach Rache, sondern verzieht sich nach seiner Abweisung durch die verängstigte Frau in den Rausch.
Nach Michael Baum erfülle die Figur Lüders vor allem eine narrative Funktion, ungeachtet der naturalistischen Schilderung eines betrügenden Ganoven innerhalb des Milieus, insofern die Handlung der Biberkopf-Fabel vorangetrieben werde wie die Zufälligkeit von Begegnungen innerhalb der Großstadt deutlich gemacht werde. Laut Klaus Müller-Salget ist nicht zuletzt der Hochmut Biberkopfs verantwortlich für das Handeln des Arbeitslosen. Otto Keller stellt Lüders Funktion in der Biberkopf-Fabel mit der Schlange im Paradies gleich, sofern mit ihm Biberkopfs Scheitern eingeläutet werde.

#### Die zwei Juden
Der erste Jude trägt einen roten Vollbart; dies und seine Kleidung (langer Mantel und schwarzer Velourshut) lassen ihn in der Öffentlichkeit als Juden erkennen. Dieser Rote, Nachum, lädt auch den hilflosen Franz Biberkopf in die Wohnung eines Rabbiners ein, wo er ihm gleich die Geschichte von einem gewissen Stefan Zannowich erzählt. Daraufhin erzählt ein Brauner, Eliser, die Erzählung zu Ende, wobei sich das Glück des zunächst erfolgreichen Zannowich umkehrt.

### Motive

#### Erzählung vom Paradies
Die Erzählung vom Paradies erfährt im Roman mehrere Variationen. Gleich im zweiten Buch folgt die kurze Nacherzählung des Daseins vor der Vertreibung aus dem Paradies. „Es lebten einmal im Paradies zwei Menschen, Adam und Eva. Sie waren vom Herrn hergesetzt, der auch Tiere und Pflanzen und Himmel und Erde gemacht […], das war eine einzige Freude den ganzen Tag im Paradies.“ Analog hält Franz Biberkopf an einem geordneten, somit paradiesischen Leben fest, was durch die Anstellung bei Lüders gesichert werden soll. Nachdem sich Franz Biberkopf in einer Kneipe mit ehemaligen Bekannten überworfen hat, verlässt er das Lokal. Hier taucht das Motiv erneut auf. Jedoch wird ihm seine Naivität und Redseligkeit zum Verhängnis, er hat sich verführen lassen: „Da raschelte es in einem Baum. Eine Schlange, Schlange, Schlange streckte den Kopf vor, eine Schlange lebte im Paradies, und die war listiger als alle Tiere des Feldes, und fing an zu sprechen, zu Adam und Eva zu sprechen.“ Lüders nutzt Biberkopfs Gesprächigkeit aus und überfällt die Witwe. „Seine Dummheit, Prahlsucht und Unvorsicht haben ihn zu Fall gebracht. Dieser Sündenfall verlangt nach weiteren Konsequenzen.“ Franz Biberkopfs Vertreibung aus dem Paradies hat längst stattgefunden: „Verflucht sollst du sein mit allem Vieh, auf dem Bauch sollst du kriechen. […] Mit Schmerzen sollst du gebären, Eva. Adam, verflucht soll der Erdboden sein um deinetwillen.“

#### Hiob

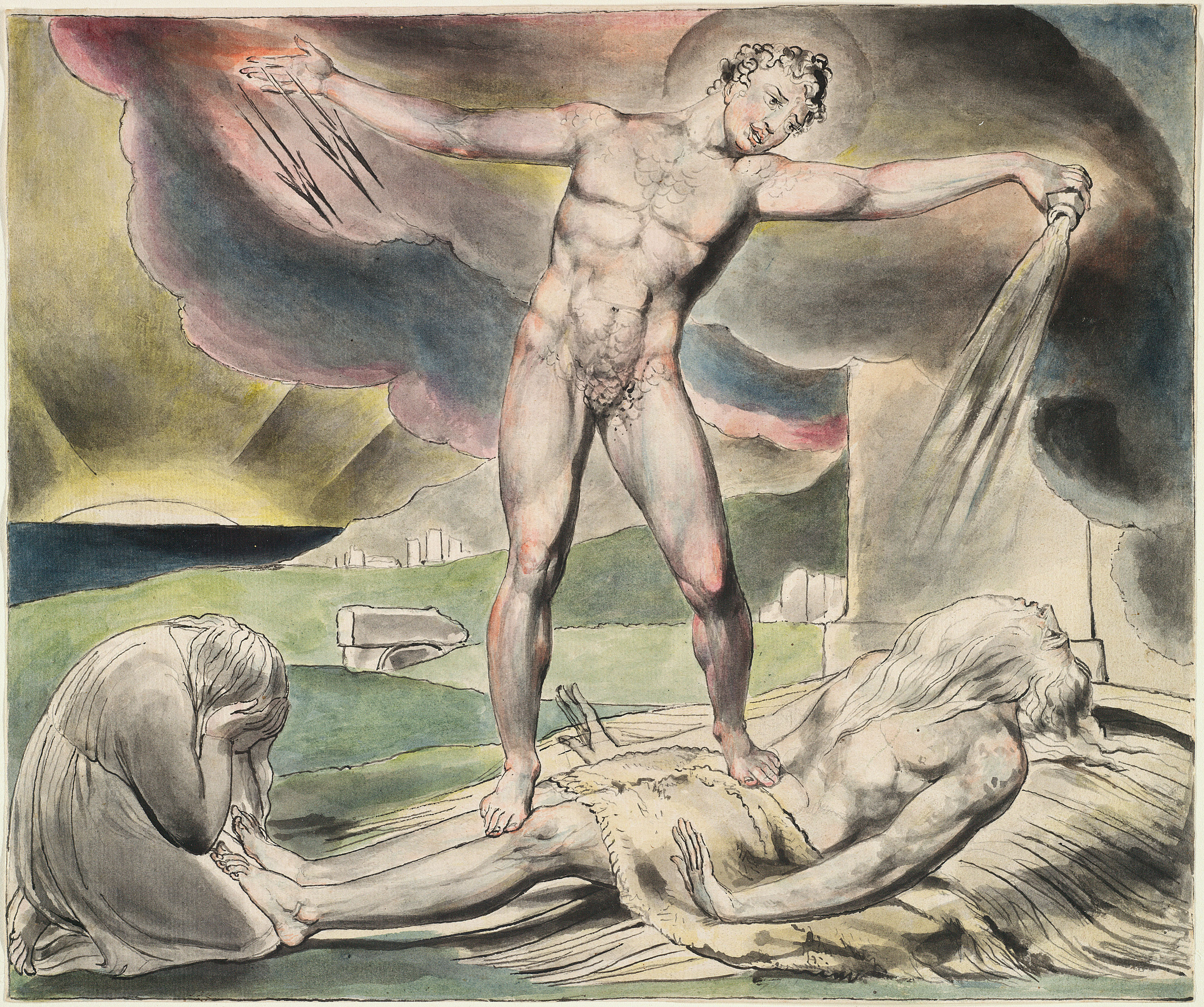
Satan schüttet die Plagen über Hiob aus (Gemälde von William Blake)

Der Werdegang Franz Biberkopfs ist an der alttestamentlichen Figur Hiob angelehnt. Anders als Hiob, ein gottesfürchtiger und moralisch integrer Mann, handelt es sich beim Proleten Biberkopf um einen verurteilten Totschläger. Dennoch wird Biberkopf wie der biblische Hiob geprüft, Verluste sind zu verzeichnen, und der Erkenntnisweg ist nicht frei von Leid. Beide gehen zudem von einer Welt aus, die ihnen wohlwollend gegenübersteht. Weitaus bedeutender ist ihre Fixierung auf das eigene Ich, wodurch sie sich jeder Erkenntnis widersetzen und ihr Leid letztlich nur vergrößern. Im vierten Buch, unter dem Kapitel „Gespräch mit Hiob, es liegt an dir, Hiob, du willst nicht“, wird Biberkopfs Lebensweg vorweggenommen, wie Hiob muss Biberkopf erst alles verlieren, bis er in der Irrenanstalt Buch geheilt wird.

#### Der Tod
Der Tod begleitet Biberkopf seit seiner Entlassung. Anders als der distanzierte Erzähler appelliert er: „Franz du möchtest dich doch nicht verstecken, du hast dich schon die vier Jahre versteckt, habe Mut, blick um dich, einmal hat das Verstecken doch ein Ende.“ Der Tod hat Franz Biberkopf durchschaut, dennoch wendet er sich immer wieder an ihn, mahnt den Ignoranten an das Schicksal des biblischen Hiob: „Wieviel hat Hiob, der Mann aus dem Land Uz, gelitten, bis er alles erfuhr, bis nichtsmehr auf ihn fallen konnte.“ Im neunten Buch erscheint der Tod endlich selbst, er offenbart sich Biberkopf: „Es ist Zeit für mich, zu erscheinen bei dir, weil ja schon aus dem Fenster die Samen fliegen und du deine Laken ausschüttelst, als wenn du dich nicht mehr hinlegst.“

#### Die Hure Babylon
„Die große Hure, die Hure Babylon, die da am Wasser sitzt. Und du siehst ein Weib sitzen auf einem scharlachfarbenen Tier. Das Weib ist voll Namen der Lästerung und hat 7 Häupter und 10 Hörner. Es ist bekleidet mit Purpur und Scharlach und übergüldet mit Gold und edlen Steinen und Perlen und hat einen goldenen Becher in der Hand. Und an ihrer Stirn ist geschrieben ein Name, ein Geheimnis: die große Babylon, die Mutter aller Greul auf Erden.“

Obwohl Franz aus dem fahrenden Fluchtwagen gestoßen wurde, verfällt er weiterhin den Verlockungen der Großstadt. Die Hure Babylon folgt Biberkopf, scheint seinen Niedergang zu begleiten. Als der Erzähler feststellt, dass Biberkopf Hehler geworden ist, drängt sie sich vor. Auch freut sie sich über die schmerzlichen Erinnerungen Biberkopfs, als dieser an seine Verletzung denken muss.

#### Der Schlachthof als Gewaltmetapher
Ursprünglich war der Schlachthof eine symbolische Kritik an der Großstadt. Biberkopf wird, ähnlich den Tieren in der Schlachthalle, durch die gewalttätige Stadt getrieben. Dabei kommt Biberkopfs Scheitern in ihrer Mechanik der Tötung jener Tiere gleich. Daneben ist das Motiv des Schlachthofes ein Teil der Gewaltmetaphorik. Schon im Prolog ist die Rede vom „Kampf“, „stößt und schlägt“, „torpediert“, „zur Strecke gebracht“. Franz Biberkopf selbst wird dreimal geschlagen, zuerst erfährt er die Rohheit seiner Mitmenschen, Otto Lüders missbraucht Biberkopfs Naivität. Später verliert Biberkopf seinen Arm, nachdem ihn die eigenen Leute aus einem fahrenden Wagen gestoßen haben. Der dritte Schlag ist der Verlust seiner Freundin Mieze. Wie die Metapher vom Paradies steht der Schlachthof für die Möglichkeiten menschlicher Existenz.

## Epochenzuordnung
Als Berlin Alexanderplatz 1929 erschien, hatten sich zahlreiche Dichter längst vom Expressionismus distanziert und folgten einem kühlen, objektiven wie dokumentarischen Stil, der charakteristisch für die Neue Sachlichkeit werden sollte. Johannes Roskothen weist jedoch darauf hin, dass der Roman Stilmerkmale des Expressionismus, wie eine personifizierte Natur und die Dämonisierung wie Mystifizierung der Stadt, aufweist, was gegen eine klare Zuordnung zur Neuen Sachlichkeit spreche. Ferner sei der Roman innerhalb der deutschen Literatur beispiellos. Aufgrund des Auseinandergehens von zeitlicher Einordnung und Stilmerkmalen sei vorerst eine Einordnung innerhalb der Literatur der Weimarer Republik befriedigend.

## Genre
Nach Alan Bance und Klaus Hofmann war Döblin „ein Autor der Gattungsmischung, offenkundig in seinem modernistischen Roman Berlin Alexanderplatz“ Sabine Schneider führt dies auf Döblins Versuch zurück, den Roman durch eine Erneuerung des epischen Erzählens an die Moderne anzupassen.

### Bildungsroman
Nach Walter Benjamin handle es sich bei Berlin Alexanderplatz um die „letzte, vorgeschobenste Stufe des alten bürgerlichen Bildungsromans“. Während im klassischen Bildungsroman an einer Figur der Werdegang einer erfolgreichen Persönlichkeitsreifung exemplarisch dargestellt wird, ist Biberkopf lediglich als Archetyp eines modernen Individuums erkennbar, der über keinen festen Charakter verfügt und infolgedessen die Weiterentwicklung dessen nicht zum Ziel haben kann. Hingegen stellt das Verlangen Biberkopfs, nach der Haftentlassung anständig zu bleiben, ein ernstzunehmendes Ziel einer Persönlichkeitsentwicklung dar. Nach Wilhelm Voßkamp lasse die Abhängigkeit der Figur Biberkopf zur collagierten Großstadt wie sein Anspruch nach „kleinbürgerliche Wohlanständigkeit“ eine Zuordnung als Anti-Bildungsroman zu. Helmuth Kiesel ergänzt, dass die kathartische Heilung der Figur durch den Wahn nicht im Einklang mit einer Reifung zu bringen sei. Jürgen Jacobs und Markus Krause machen eine „lockere Verwandtschaft von Döblins 'Berlin Alexanderplatz’ zur Tradition des Bildungsromans“ aus, denn obgleich die gewaltsam herbeigeführte Neugeburt im Gegensatz zur Weiterentwicklung stehe, lasse sich letztlich eine charakterliche Veränderung der Figur am Ende des Romans nicht verleugnen.

### Milieuroman
Die Figuren rekrutieren sich vorwiegend aus dem Proletariat und dem Verbrechermilieu, weshalb ihr Lebensraum, darunter Kneipen, das Bordell, die Straßen Berlins, das Gefängnis wie ihre kriminelle und antibürgerliche Lebensführung ausgiebig geschildert wird. Der Roman lässt sich jedoch weder dem Milieuroman Zolaischer Prägung noch sozialistischer Provenienz zurechnen. Die metaphysische Überhöhung, welche die Stilisierung eines ehemaligen Strafgefangenen zum biblischen Hiob stellt, das Auftreten mythologischer Gestalten wie die des Todes und der Hure Babylon und das Zeigen des Kreatürlichen in Gestalt eines Lumpenproletariers lassen eine Reduktion auf den Realismus nicht zu. Im Gegensatz zur Melodramatik in Zolas naturalistischen Romanen steht die Charakterzeichnung des Totschlägers wie die ambivalente Erzählhaltung des Erzählers, welcher nicht vor beißendem Spott zurückschreckt, weil er in Biberkopf einen Mitschuldigen und nicht nur Opfer der äußeren Umstände sieht. Walter Muschg wie Gabriele Sander erkennen in der didaktischen Absicht des Autors einen weiteren Einwand gegen den naturalistischen Milieuroman. An den Vorzug eines Lumpenproletariers – nach Karl Marx eine nichtrevolutionäre Gruppe im Gegensatz zum Industrieproletariat – als Held eines epischen Werkes entzündete sich teilweise die linksradikale Kritik an Döblin.

### Gesellschaftsroman
Wolfgang Jeske sieht den Roman als ein Beispiel für die Fortführung des Zeitromans im 20. Jahrhundert an. Die gesellschaftspolitische Konstellation der Weimarer Republik kommt im Roman mentalitätshistorisch (Streben nach Ganzheit, die Frage gelingender Individuation in einer fragmentisierenden Gesellschaft) wie politisch (Aktionismus und Extremismus) zum Ausdruck. Biberkopf ist ein Veteran des Ersten Weltkrieges und leidet unter einem Kriegstrauma. Nach seiner Haftentlassung will er sich auf seine eigene Existenz zurückziehen. Seine politische Indifferenz zeigt sich darin, dass er einerseits rechtsradikale Zeitungen vertreibt, anderseits an linksradikalen Versammlungen teilnimmt, ohne dabei politisiert zu werden. Das Schlusskapitel macht schließlich die politische Implikation deutlich: „Dem Menschen ist gegeben die Vernunft, die Ochsen bilden statt dessen eine Zunft“. Laut Roskothen kündige die Schlussszene mit Biberkopf am Alexanderplatz für Leser nach der Erfahrung des Zweiten Weltkrieges die sich ankündigende Bedrohung am Ende der Weimarer Republik an.

### Kriminalroman
Im Genre des Kriminalromans steht oftmals die Aufklärung eines Verbrechens im Mittelpunkt der Erzählung. Das ausgewählte Milieu hat die Häufung zahlreicher Kriminalgeschichten zur Folge, sei es die Tötung Idas, Biberkopfs Vergewaltigung von Idas Schwester Minna, die Tötung Miezes durch Reinhold und Biberkopfs Racheversuch, die schweren Diebstähle von Pums Bande etc. Daniel de Vin plädiert für eine Interpretation des Romans als „Kriminalroman, wenn auch nicht im herkömmlichen Sinne“.

### Liebesroman
In seiner poetologischen Schrift Bemerkungen zum Roman kritisierte Döblin die Reduktion der Handlung auf einen Liebeskonflikt im zeitgenössischen Roman. Dies kann rückblickend als Versuch gewertet werden, auch dem Gegenstand Liebe selbst literarisch gerecht zu werden. Im Roman wird sie auf mindestens drei Ebenen behandelt. Zuerst in der Darstellung der erotischen Beziehungen innerhalb unterschiedlicher Figurenkonstellationen, beispielsweise in Franz Biberkopfs zahlreichen sexuellen wie nichtsexuellen Frauenverhältnissen. Zweitens im vorbehaltlosen Zeigen menschlicher Sexualität, ungleich ob diese einvernehmlich, mit Gewalt oder durch finanzielle Gegenleistung stattfindet, sowie den unterschiedlichsten Beziehungsverhältnissen. Letztens in der Montage, darin die Liebesliteratur der Vergangenheit aufgegriffen wird. Der Germanist Johannes Roskothen sprach von der Liebesgeschichte zwischen Franz und Mieze als „eine der schönsten Liebesgeschichten der Weltliteratur“ und der Literaturkritiker Marcel Reich-Ranicki vertrat die ähnliche Meinung, dass es „eine der schönsten deutschen Liebesgeschichten des zwanzigsten Jahrhunderts“ sei.

### Heilsgeschichte
Walter Muschg nannte den Roman ein „religiöses Welttheater“ und der französische Germanist Robert Minder wie später Uwe Schweikert ein „religiöses Lehrgedicht“, während Albrecht Schöne vorsichtiger von „Signaturen nicht eines psychologisierenden, sondern eines heilsgeschichtlichen Romans“ sprach. Gabriele Sander sieht die christliche Heilsgeschichte lediglich als Folie. Sabine Schneider merkt an, dass ein „lebensphilosophisch geprägter Tod als Herr über das Leben“ Biberkopf gegenübertritt und nicht eine typische Figur der christlichen Heilsgeschichte.

„Döblin hat die Hauptfiguren von Berlin Alexanderplatz in deutliche typologische Bezüge gestellt, und dies nicht nur beiläufig durch gelegentliche Verweise auf biblische Exempel, sondern durch eine bündig in den Verlauf der Biberkopf-Handlung eingefügte Vergegenwärtigung bedeutender heilsgeschichtlicher Figuren und durch die namentliche Einreihung wichtiger Romanfiguren in den heilsgeschichtlichen Zusammenhang.“

### Großstadtroman
Der Roman ist als der Großstadtroman überhaupt in die deutschsprachige Literatur eingegangen. Hans Würzner merkt an, dass um das Erscheinungsjahr von Berlin Alexanderplatz die Genrebezeichnung gar nicht vorhanden war und vielmehr auf Zeitroman zurückgegriffen wurde. Eine erste Genrebestimmung unternahm 1931 Gerhard Hermann, der ein großstädtisches Lebensgefühl, die Darstellung der Großstadt als Landschaft sowie das Vorkommen großstädtischer Menschen als Merkmale eines Großstadtromas aufzählt und Döblins Roman als jüngsten Vertreter nennt. Würzner vertritt die These, dass die Fokussierung auf die Biberkopf-Fabel die Bedeutung der Stadt marginalisiere und eine Zuordnung als Milieuschilderung begünstige.

## Rezeption
Der Roman verkaufte sich in den ersten zwei Monaten 20.000-mal, 1932 wurde die Zahl von verkauften 50.000 Exemplaren erreicht. Bis 1933 wurde die 50. Auflage verkauft. Während die literarische Innovation der Collage wie die Bewältigung der Großstadt als Sujet moderner Literatur anerkennend gewürdigt wurden, stießen sich besonders politisch orientierte Kritiker an Döblins Roman. Walter Benjamin erkannte darin „die äußerste, schwindelnde, letzte, vorgeschobenste Stufe des alten bürgerlichen Bildungsromans“ sowie eine „Éducation sentimentale“. Konservative Kritiker stießen sich besonders an der Stoffwahl, sodass sie selbst vor Schmähungen nicht zurückschreckten. Die schärfsten Kritikern des Romans waren jedoch weder linke Intellektuelle noch rechte Kulturrevolutionäre, sondern Die Linkskurve, eine Parteizeitung der KPD, und der Bund proletarisch-revolutionärer Schriftsteller, welche nach Helmuth Kiesel im Roman einen „reaktionären und konterrevolutionären Angriff auf die These des organisierten Klassenkampfes“ sahen. Dieses literaturpolitische Vorgehen sollte ein Auftakt zum Angriff auf alle linksbürgerlichen Intellektuellen seitens der extremen Linken werden.
Vom Roman Wallenstein abgesehen, wurden in der Zeit des Nationalsozialismus die Bücher Döblins verboten und verbrannt. 1947 verlegte der Schleber Verlag den Roman erstmals in Westdeutschland, 1955 erschien das Buch auch innerhalb der DDR. Die Popularität des Romans führte zu einer Gleichsetzung von Roman und Autor. Ist von Döblin die Rede, so wird zuerst Berlin Alexanderplatz genannt, obwohl der Autor vor und nach seinem Welterfolg schon mehrere Romane veröffentlicht hatte. Der Schriftsteller selbst kommentierte die ungeheuerliche Wirkung des Romans auf sein übriges Werk: „Wenn man meinen Namen kannte, so fügte man Berlin Alexanderplatz hinzu. Aber mein Weg war noch lange nicht beendet.“
Als Klassiker der Moderne wurde Berlin Alexanderplatz zur Referenzgröße für nachfolgende Großstadtromane deutscher Sprache sowie stilbildend für spätere Schriftsteller.
Der Germanist Volker Klotz erklärte die literarische Bedeutung des Romans: „Berlin Alexanderplatz ist der erste und bis heute einzige belangvolle Roman in deutscher Sprache, der vorbehaltlos die zeitgenössische Großstadt zu seiner Sache macht.“
Berlin Alexanderplatz  wurde in die ZEIT-Bibliothek der 100 Bücher aufgenommen. Der Literaturkritiker Marcel Reich-Ranicki nahm den Roman 2002 in seinen Kanon auf. Die englische Zeitung The Guardian listete den Roman unter die 100 größten fiktionalen Werke ein.

## Film, Theaterinszenierung, Hörspiel und Hörbuch
Der Roman wurde 1931 von Piel Jutzi unter dem Titel Berlin – Alexanderplatz erstmals verfilmt. Heinrich George spielte den Franz Biberkopf. Weitere berühmte Darsteller waren: Bernhard Minetti, Albert Florath, Hans Deppe und Käthe Haack. 1979/1980 drehte Rainer Werner Fassbinder nach dem Döblin-Stoff eine Fernsehserie in 13 Episoden und mit einem Epilog (ca. 930 Min., siehe Berlin Alexanderplatz (Fernsehverfilmung)). Sie wurde 1980 erstmals ausgestrahlt. Günter Lamprecht spielte Franz Biberkopf. Auf der Berlinale 2007 wurde erstmals eine aufgehellte restaurierte Fassung gezeigt. In der Volksbühne am Rosa-Luxemburg-Platz wurde der gesamte Film, mit lediglich drei etwa 15-minütigen Pausen, vorgeführt. Außerdem brachte die Süddeutsche Zeitung eine DVD-Edition der restaurierten Fassung heraus.
1999 wurde der Roman im Maxim Gorki Theater unter der Regie von Uwe Eric Laufenberg als vierstündige Aufführung mit Ben Becker als Franz Biberkopf inszeniert. Frank Castorf brachte sechs Jahre später im Palast der Republik den Roman auf die Bühne und 2009 widmete sich Volker Lösch an der Schaubühne erneut dem Roman. 2016 inszenierte Sebastian Hartmann am Deutschen Theater das Erzählwerk als Passionsgeschichte im Sinne der döblinschen Selbstinterpretation nach 1945. Zwei Jahre später erfolgte am Theater Lübeck eine Aufführung nach der Bühnenfassung von Andreas Nathusius. Wie bereits Hartmann kam Nathusius dem Konstruktionsprinzip des Romans entgegen, während ersterer Assoziationsketten verfolgte, entschied sich Nathusius für die Collage.
Das erste Hörspiel wurde noch unter Mitarbeit von Alfred Döblin ausgearbeitet und basierte wie die erste Verfilmung auf der leicht zu vermittelnden Biberkopf-Fabel. Die Geschichte von Franz Biberkopf wurde erst nach 1945 gesendet. Hannes Messemer las für den Norddeutschen Rundfunk den Roman mit wenigen Kürzungen ein. Sie stellt mit einer Spieldauer von fast zwölf Stunden die längste Version dar. Die Reduktion der Erzählstimmen auf einen Vorleser steht zwar im Widerspruch zur Polyphonie des Textes, doch wird die Großstadt ihrer Rolle als wichtigste Protagonistin nicht beraubt.
1958 erstellte Wolfgang Weyrauch für den Hessischen Rundfunk eine 59-minütige Hörspielfassung, die unter der Regie von Fränze Roloff am 29. September 1958 erstgesendet wurde. Die Rolle des Franz Biberkopf sprach Walter Richter. Siegfried Wischnewski verkörperte den Reinhold.
2007 produzierte der Süddeutsche Rundfunk eine Hörspielversion. Der Schwerpunkt lag auf der Figurenkonstellation und der Milieuschilderung.
2020 entstand mit Berlin Alexanderplatz eine freie Verfilmung des Regisseurs Burhan Qurbani, der die Handlung ins Berlin der Gegenwart verlegt. Im Mittelpunkt steht hier der afrikanische Flüchtling Francis, der sich, illegal in Berlin, trotz guter Vorsätze in kriminelle Machenschaften verstrickt und in seiner gutmütigen Art nicht gegen den Schurken Reinhold ankommt, für den er arbeiten muss.

### Textausgaben
- Alfred Döblin: Berlin Alexanderplatz. Die Geschichte vom Franz Biberkopf. S. Fischer, Berlin 1929 (Erstausgabe).
- Alfred Döblin: Berlin Alexanderplatz. Die Geschichte vom Franz Biberkopf. dtv, München 1972, ISBN 3-423-00295-6.
- Alfred Döblin: Berlin Alexanderplatz. Die Geschichte vom Franz Biberkopf. Walter Verlag, Zürich 1996, ISBN 3-530-16711-8.
- Alfred Döblin: Berlin Alexanderplatz. Die Geschichte vom Franz Biberkopf. S. Fischer, Frankfurt am Main 1999, ISBN 3-10-015550-5.
- Alfred Döblin: Berlin Alexanderplatz. Die Geschichte vom Franz Biberkopf. Fischer Taschenbuch, Frankfurt am Main 2013, ISBN 978-3-596-90458-7.
- Alfred Döblin: Berlin Alexanderplatz. Die Geschichte vom Franz Biberkopf. Bibliographisches Institut, Berlin 2014, ISBN 978-3-411-16045-7.

### Hörbücher und Hörspiele
- Die Geschichte vom Franz Biberkopf. 78 Min., Reichsrundfunkgesellschaft Berlin, 1930. Regie: Max Bing. Sprecher: Heinrich George, Gerhard Bienert, Ludwig Donath, Hilde Körber, Hans Heinrich von Twardowski u. a. – Die für den 30. September 1930 vorgesehene Sendung wurde aus politischen Gründen kurzfristig abgesetzt.[130] Die Ursendung der archivierten Aufzeichnung erfolgte erst Ende der 1950er Jahre im Hörfunk der ARD.[131] Online auf SoundCloud.
- Die Geschichte vom Franz Biberkopf. Hörspiel nach Berlin Alexanderplatz, 82 Min., Produktion: SWR/BR Hörspiel und Medienkunst/RBB/Patmos, 2007, ISBN 978-3-491-91244-1; Regie: Kai Grehn. Interpreten: Andreas Leupold, Andreas Schmidt, Jule Böwe, Astrid Meyerfeldt, Otto Mellies, Arta Adler, Dieter Mann, Florian Martens, Milan Peschel, Sven Plate, Detlef Bierstedt, Till Hagen, Rolf Zacher, Maria Kwiatkowsky u. a.
- Berlin Alexanderplatz, gelesen von Hannes Messemer. Aufnahme 1967. 10 CDs, Deutsche Grammophon Literatur.
- Berlin Alexanderplatz, erzählt von Ben Becker, drei CDs; 175 Min., Patmos Verlagshaus, Düsseldorf 2003, ISBN 3-491-91075-7.

### Sekundärliteratur
- Michael Baum: Kontingenz und Gewalt. Semiotische Strukturen und erzählte Welt in Alfred Döblins Roman „Berlin Alexanderplatz“. Königshausen & Neumann, Würzburg 2003, ISBN 3-8260-2419-2.
- Hans-Peter Bayerdörfer: Alfred Döblin: Berlin Alexanderplatz. In: Interpretationen. Romane des 20. Jahrhunderts. (= Universal-Bibliothek. Nr. 8808). Reclam, Stuttgart 1993, ISBN 3-15-008808-9, S. 158–194.
- Peter Bekeš: Berlin Alexanderplatz – Interpretation. Oldenbourg, München 2007, ISBN 978-3-637-88673-5.
- Ursula Elm: Literatur als Lebensanschauung – Zum ideengeschichtlichen Hintergrund von Alfred Döblins „Berlin Alexanderplatz“. Aisthesis, Bielefeld 1991, ISBN 3-925670-40-8.
- Sonja Gong: Studien zu Alfred Döblins Erzählkunst am Beispiel seiner Berliner Romane: „Wadzeks Kampf mit der Dampfturbine“ und „Berlin Alexanderplatz“. Lang, Frankfurt am Main 2002, ISBN 3-631-38853-5.
- Harald Jähner: Erzählter, montierter, soufflierter Text. Zur Konstruktion des Romans „Berlin Alexanderplatz“ von Alfred Döblin. Peter Lang, Frankfurt am Main 1984, ISBN 3-8204-5276-1.
- Otto Keller: Döblins „Berlin Alexanderplatz“. Die Großstadt im Spiegel ihrer Diskurse. Lang, Bern 1990, ISBN 3-261-04207-9.
- Otto Keller: Döblins Montageroman als Epos der Moderne. Die Struktur der Romane Der schwarze Vorhang, Die drei Sprünge des Wang-Lun und Berlin Alexanderplatz. Fink, München 1980, ISBN 3-7705-1788-1.
- Volker Klotz: Agon Stadt. Döblins ‚Berlin Alexanderplatz‘. In: Die erzählte Stadt. Ein Sujet als Herausforderung des Romans von Lesage bis Döblin. Hanser, München 1969, ISBN 3-446-11254-5.
- Armin Leidinger: Hure Babylon: Großstadtsymphonie oder Angriff auf die Landschaft? Alfred Döblins Roman Berlin Alexanderplatz und die Großstadt Berlin: eine Annäherung aus kulturgeschichtlicher Perspektive. Königshausen & Neumann, Würzburg 2010, ISBN 978-3-8260-4211-9.
- Matthias Prangel: Materialien zu Alfred Döblin „Berlin Alexanderplatz“. Suhrkamp, Frankfurt am Main 1975, ISBN 3-518-06768-0.[132]
- Gabriele Sander: „Tatsachenphantasie“. Alfred Döblins Roman Berlin Alexanderplatz. Die Geschichte vom Franz Biberkopf. Deutsche Schillergesellschaft, Marbach am Neckar 2007, ISBN 978-3-937384-30-6.
- Simonetta Sanna: Die Quadratur des Kreises. Stadt und Wahnsinn in „Berlin Alexanderplatz“ von Alfred Döblin. Lang, Frankfurt am Main 2000, ISBN 3-631-37135-7.
- Christian Schärf: Alfred Döblins „Berlin Alexanderplatz“. Roman und Film zu einer intermedialen Poetik der modernen Literatur. Steiner, Stuttgart 2001, ISBN 3-515-07955-6.
- Mira Alexandra Schnoor: Die Transformation des Franz Biberkopf. Alfred Döblins „Berlin Alexanderplatz“ in Roman, Hörspiel und Film. In: Katarina Agathos, Herbert Kapfer (Hrsg.): Hörspiel. Autorengespräche und Porträts. Belleville Verlag, München 2009, ISBN 978-3-936298-68-0, S. 213–233.
- Mario Slugan: Montage as Perceptual Experience: Berlin Alexanderplatz from Döblin to Fassbinder. Boydell & Brewer, Rochester 2017, ISBN 978-1-64014-005-9.
- Werner Stauffacher: Die Bibel als poetisches Bezugssystem. Zu Alfred Döblins „Berlin Alexanderplatz“. In: Sprachkunst VIII. 1977, S. 35–40.
- Gabriela Stoicea: Fictions of Legibility: The Human Face and Body in Modern German Novels from Sophie von La Roche to Alfred Döblin. Transcript Verlag, Bielefeld 2020, ISBN 978-3-8394-4720-8.
- Wolfram Wessels: Die neuen Medien und die Literatur. In: (Hrsg.) Bernhard Weyergraf: Literatur der Weimarer Republik 1918–1933. dtv, München 1995, ISBN 3-423-04350-4.
- Theodore Ziolkowski: Alfred Döblin. Berlin Alexanderplatz. In: Strukturen des modernen Romans. Deutsche Beispiele und europäische Zusammenhänge. List, München 1972, ISBN 3-471-61441-9, S. 94–126.

### Lektürehilfen
- Helmut Bernsmeier: Lektüreschlüssel. Alfred Döblin Berlin Alexanderplatz. Reclam, Stuttgart 2002, ISBN 3-15-015317-4.
- Bernd Matzkowski: Alfred Döblin: Berlin Alexanderplatz. (= Königs Erläuterungen und Materialien. Band 393). Bange Verlag, Hollfeld 2013, ISBN 978-3-8044-1793-9.
- Boris Prem: Alfred Döblin: Berlin Alexanderplatz: Inhalt – Hintergrund – Interpretationen. Mentor, 2010, ISBN 978-3-580-65805-2.
- Gabriele Sander: Alfred Döblin: Berlin Alexanderplatz. (= RUB. 16009; = Erläuterungen und Dokumente). Reclam, Stuttgart 1998, ISBN 3-15-016009-X.
- Timotheus Schwake: Einfach Deutsch verstehen. Alfred Döblin Berlin Alexanderplatz. Schöningh, Paderborn 2012, ISBN 978-3-14-022535-9.
- Thomas Siepmann: Lektürehilfen. Alfred Döblin Berlin Alexanderplatz. Klett, Stuttgart 2004, ISBN 3-12-922361-4.